# Иран
Ира́н (перс. ایران‎ [ʔiˈɾɒn]), с 1979 года Исла́мская Респу́блика Ира́н (перс. جمهوری اسلامی ایران‎ — Джомхури́-йе Эслɒми́-йе Ирɒ́н [dʒomhuːˈɾiːje eslɒːˈmiːje ʔiːˈɾɒːn]; до 1935 страна была известна также как Пе́рсия) — государство в Передней Азии со столицей в Тегеране.
На западе граничит с Ираком, на северо-западе — с Азербайджаном, Арменией, Турцией, на севере — с Туркменистаном, на востоке — с Афганистаном и Пакистаном. С севера Иран омывается Каспийским морем, с юга — Персидским и Оманским заливами Индийского океана.
Государственный язык — персидский — один из иранских (индоиранских) языков с письменностью на основе арабицы. Бо́льшую часть населения страны составляют персы; азербайджанцы, курды и луры являются наиболее значительными этническими группами населения. Большинство верующих Ирана — мусульмане, при этом ислам является его государственной религией.
Эта страна с древних времён играла ключевую роль на Востоке и имеет тысячелетнюю историю.
Современный Иран обладает четвёртой по размеру ВВП (по ППС) экономикой в исламском мире и второй по размеру в Западной Азии (после Турции). Это одно из наиболее технологически развитых государств региона, располагающееся в стратегически важном регионе Евразии и располагающее крупными запасами нефти и природного газа.
Страна отличается также очень богатым культурным наследием.

## Этимология
Современное название Ирана — Ирɒ́н (перс. ايراﻥ‎) — через пехл. Erān восходит к авест. Airyāna, которое образовано от самоназвания древних индоиранцев — arya — и является или прилагательным «Арийская страна», или генетивом «Страна ариев» в выражении, как например авест. airyanam dahyunam — «страны ариев».
В эпоху Ахеменидов (550—327 годы до н. э.) древнеиранское понятие Aryānam Dahyunam превратилось в др.-перс. Aryānam Xšaθram «Государство Ариев», которое впоследствии дало название государству Аршакидов (250 до н. э. — 224 н. э.) — Aryānšaθr / Aryānšahr. Как замечает Ричард Фрай «С экспансией парфян термин Aria, или Ariane греческих источников, распространился, по-видимому, так широко, что превратился в конечном счёте в „Большую Арию“, термин, эквивалентный наименованию „царство ариев“ — Eranshahr (Эраншахр), как называли свою обширную родину Сасаниды». Страбон под Арианой (Άριανή) подразумевал восточные провинции персидского царства: Гедрозию, Дрангиану, Арахозию, Паропамиз, Арию (то есть Areia, древнеперсид. Haraiva, ныне Герат), Парфию и Карманию.
Название государства Сасанидов (224—651) — пехл. Erānšahr () происходит от авест. Airyānam Xšaθram, означающего «Царство ариев». Авестийский дифтонг ai превратился в среднеперсидский е. Официальный титул Сасанидов был: «царь царей Эрана и Анерана».
Самоназвание иранцев — ирани. Несмотря на то, что иранцы называют свою страну Ираном с древних времён, в остальном мире древнегреческое именование «Персия» оставалось общепринятым до 1935 года, пока шах Реза не потребовал от прочих держав также называть его страну Ираном.

## География
Иран расположен в юго-западной Азии. По площади (1648 тыс. км²) страна занимает семнадцатое место в мире. Иран граничит с Азербайджаном (протяжённость границы — 611 км (с Нахичеванской АР — 179 км) и Арменией (36 км) на северо-западе, с Туркменистаном (992 км) на северо-востоке, с Пакистаном (909 км) и Афганистаном (936 км) на востоке, с Турцией (499 км) и Ираком (1458 км) на западе. На севере омывается Каспийским морем, на юге — Персидским и Оманским заливами Аравийского моря.

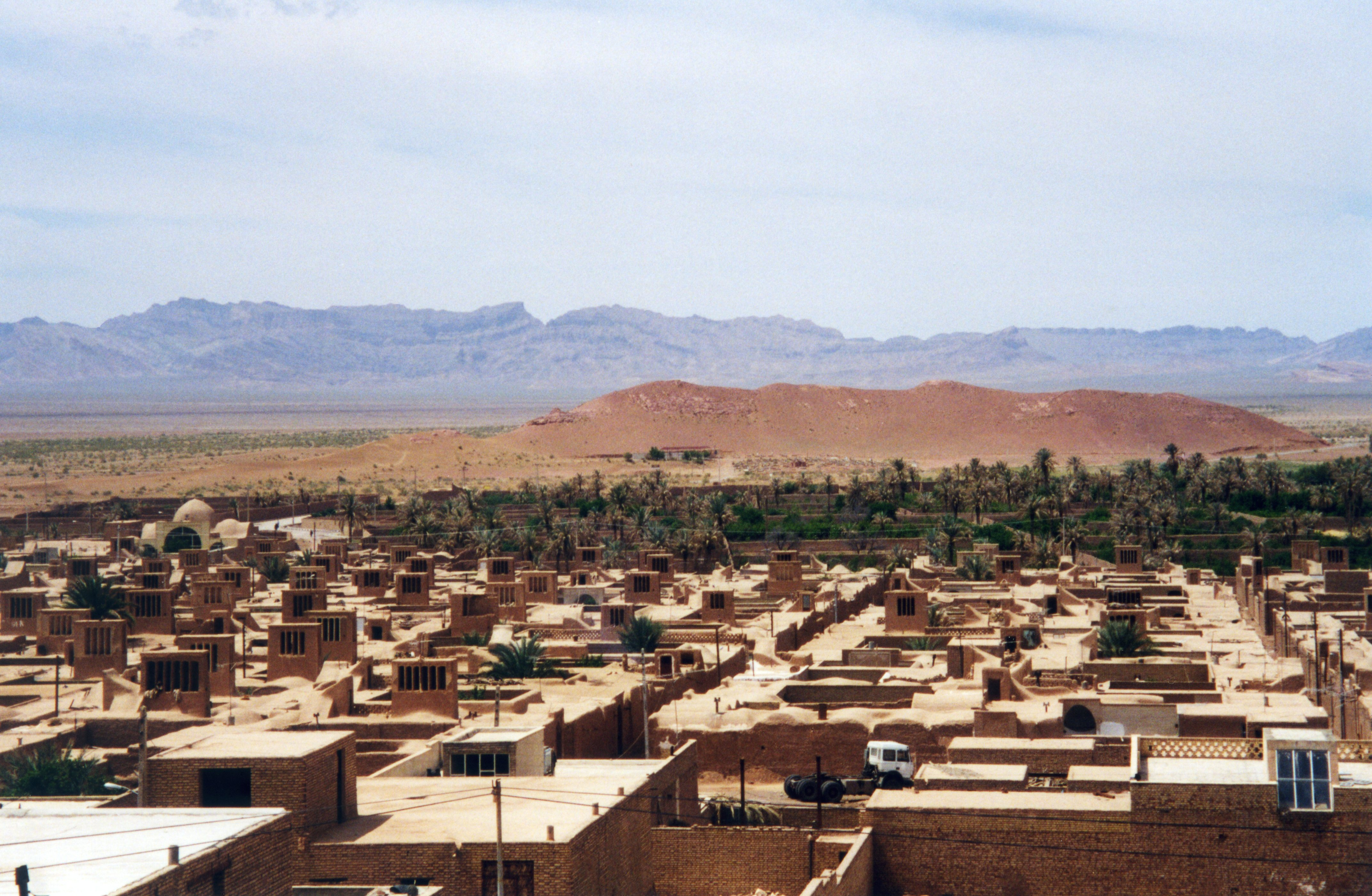
Деште-Кевир

Большая часть территории Ирана расположена на Иранском плато, за исключением побережья Каспийского моря и Хузестана. Иран — в целом гористая страна. Десятки горных цепей и хребтов отделяют речные бассейны и плато друг от друга. Самая населённая западная часть страны является одновременно и самой гористой, где расположены Кавказские горы и Эльбурс. В цепи Эльбурс расположена самая высокая точка Ирана — пик Демавенд (5604 м). Восток Ирана в основном покрыт солончаковыми пустынями и полупустынями, в том числе крупнейшей — Деште-Кевир и Деште-Лут. Господство пустынь в этом регионе объясняется невозможностью проникновения из-за гор влажных воздушных масс с Аравийского и Средиземного морей. За исключением нескольких оазисов, эти пустыни почти не заселены.
Крупные равнины встречаются только на севере Ирана вдоль побережья Каспийского моря, а также на юго-западе — у устья реки Шатт-эль-Араб вдоль берега Персидского залива. Более мелкие равнины встречаются вдоль юго-восточной части побережья Персидского залива, Ормузского пролива и Оманского залива.

### Климат

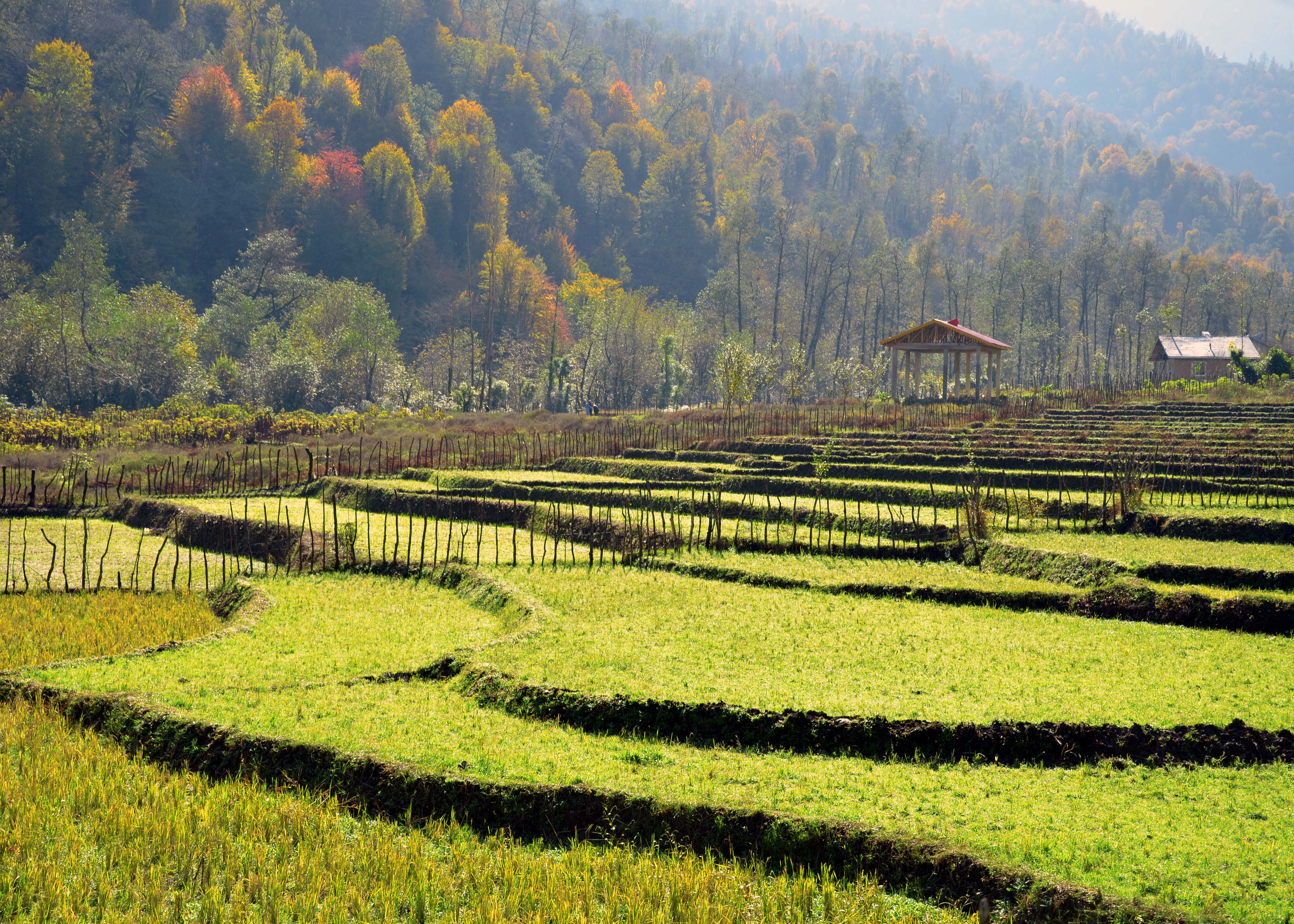
Лесистая местность в Иране

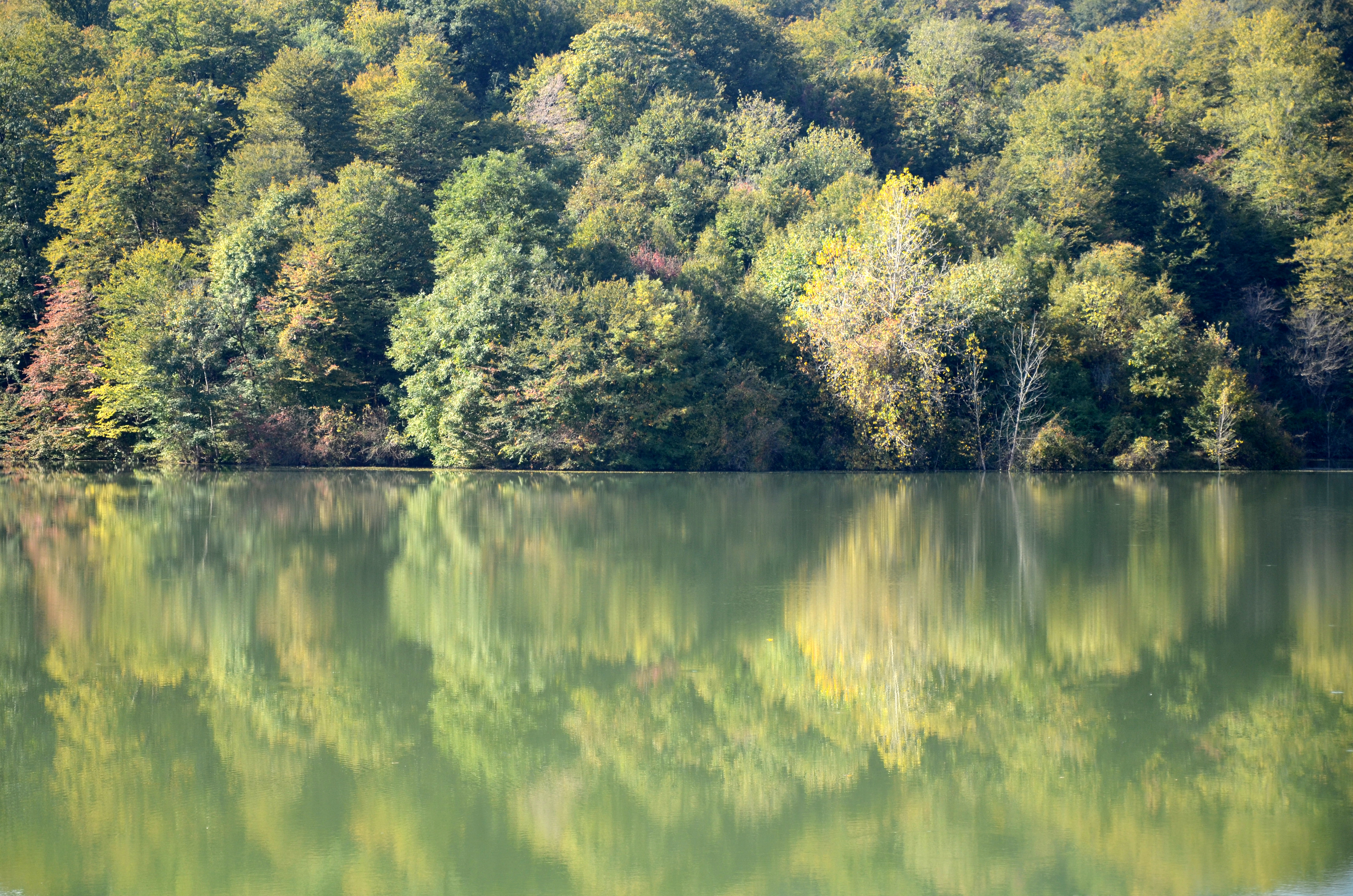
Озеро Элималат

Климат Ирана варьирует от аридного, свойственного большей части территории страны, до субтропического вдоль побережья Каспийского моря и в северных лесных районах. Там зимой температура редко опускается ниже 0 °C, а летом редко превышает 29 °C. Среднегодовое количество осадков составляет 1700 мм на западе прикаспийской области и 680 мм на её востоке.
На западе Ирана — в горах Загрос — зимой температура почти всегда ниже 0 °C, часты обильные снегопады и сильные ветра. В центральных и восточных районах страны климат засушливый, со среднегодовым количеством осадков менее 200 мм и средними летними температурами выше 38 °C. На равнинах вдоль берегов Персидского и Оманского заливов зима в основном мягкая, а лето — жаркое и влажное. Среднегодовое количество осадков составляет 135—355 мм. Весной часты грозы с обильными дождями и градом.

## История
История государственности в Иране — одна из древнейших в мире и только по письменным источникам охватывает почти 5 тысяч лет. Первое государство на его территории — Элам — возникло в Хузестане в III тысячелетии до н. э. Персидская империя при Дарии I Ахемениде простиралась уже от Греции и Киренаики до рек Инд и Тарим. Иран, большую свою письменную историю известный как Персия, более 2 тысяч лет входил в число влиятельнейших политических и культурно-мировых центров. На протяжении многих веков господствующей религией был зороастризм. К XVI веку государственной религией Ирана становится ислам.
Персидская империя при Дарии I простиралась от Греции и Ливии до реки Инд. Персия была самым населённым государством в истории (50 % населения Земли были подданными Ахеменидов), входила в число сильнейших и влиятельнейших культурно и политически государств вплоть до XVII и XVIII века, но под конец XIX века Персия превратилась в полуколониальное государство. В 1935 году Персия изменила название страны (в зороастризме север Ирана и юг Афганистана назывался Ариана) на Иран.
В 1979 году в Иране произошла Исламская революция под предводительством аятоллы Хомейни, в ходе которой была свергнута монархия и провозглашена исламская республика.

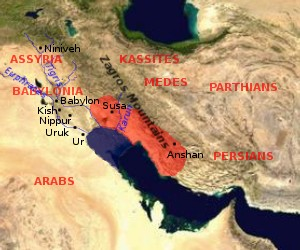
Древний Иран. Первое государственное образование — Элам (выделен красным) и соседние народы — персы, парфяне, мидийцы, касситы; государства Вавилония и Ассирия.

### Древний Иран
Заселение территории Ирана относится к глубокой древности (см. Зарзийская культура). Иранские народы становятся преобладающими на его территории к началу I тысячелетия до н. э. Часть племён (персы, мидийцы, бактрийцы, парфяне) осела в западной части плоскогорья; белуджи поселились на востоке и вдоль побережья Оманского залива.
Первым значительным иранским государством стало Мидийское царство, основанное в конце VIII — начале VII века до н. э., со столицей в Хамадане (Экбатана). Мидийцы быстро установили контроль над всем западным Ираном и частично над восточным. Совместно с вавилонянами мидийцы разгромили Ассирийскую империю, захватили северную Месопотамию и Урарту.

### Ахемениды
В 553 году до н. э. молодой персидский царь Аншана и Парсы Кир из рода Ахеменидов выступил против мидийцев. Кир захватил Экбатаны и объявил себя царём Персии и Мидии. При этом мидийский царь Иштувегу был пленён, но позже освобождён и назначен наместником в одну из провинций. До своей смерти в 529 году до н. э. Кир II Великий подчинил империи Ахеменидов всю Западную Азию от Средиземноморья и Анатолии до Сырдарьи. Ранее, в 546 году до н. э., Кир основал в Фарсе столицу своего царства — Пасаргады, где и был похоронен. Сын Кира Камбиз II расширил владения империи отца до Египта и Эфиопии.

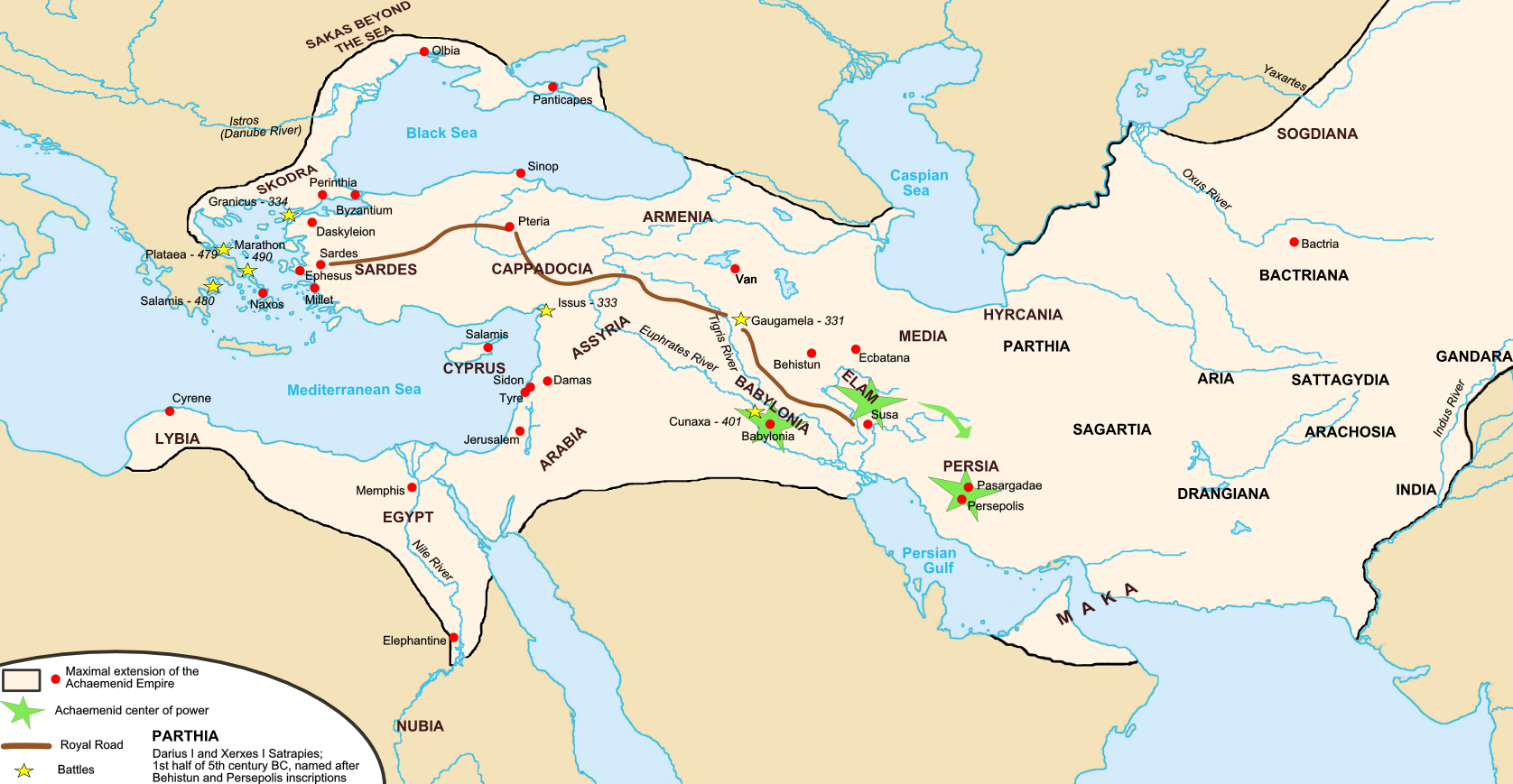
Империя Ахеменидов в период наивысшего расцвета

После смерти Камбиза и последовавшими за ней межусобицами в его ближайшем окружении и мятежами по всей стране к власти пришёл Дарий Гистасп. Дарий быстро и жёстко навёл в империи порядок и начал новые завоевательные походы, в результате которых империя Ахеменидов расширилась до Балканского полуострова на западе и до Инда на востоке, став крупнейшим и мощнейшим государством, существовавшим когда-либо на тот момент. Дарий также провёл ряд внутренних реформ. Он разделил страну на несколько административных единиц — сатрапий, при этом впервые в истории был осуществлён принцип разделения властей: войска не подчинялись сатрапам и в то же время военачальники не имели административной власти. Кроме того, Дарий провёл денежную реформу и ввёл в обращение золотой дарик. В сочетании со строительством сети мощёных дорог это способствовало невиданному скачку в торговых отношениях.
Дарий покровительствовал зороастризму и считал жрецов стержнем персидской государственности. При нём эта первая монотеистическая религия стала в империи государственной, в то же время к покорённым народам и их верованиям и культуре персы относились терпимо.
Наследники Дария I стали нарушать принципы внутреннего устройства, введённые царём, в результате чего сатрапии стали более независимы. Поднялся мятеж в Египте, начались беспорядки в Греции и Македонии, и в этих условиях македонский полководец Александр Македонский начал военный поход против персов, к 330 году до н. э. разгромив империю Ахеменидов.

### Парфия и Сасаниды

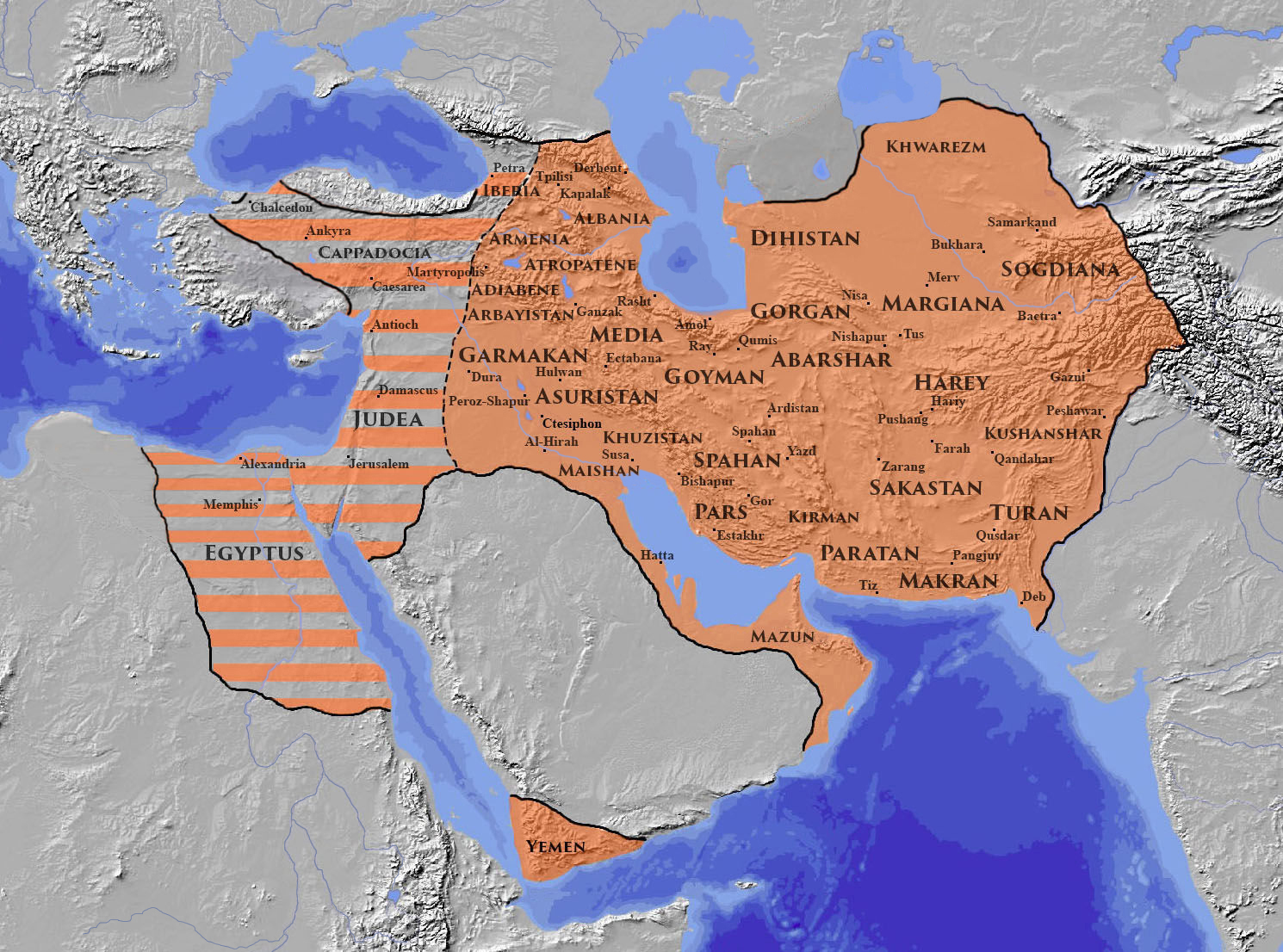
Сасанидская империя в начале VII века

После смерти Александра Македонского в 323 году до н. э. его империя распалась на несколько отдельных государств. Большая часть территории современного Ирана отошла к Селевкии, однако парфянский царь Митридат I вскоре начал завоевательные походы против Селевкидов и включил в состав своей державы Персию, а также Междуречье. В 92 году до н. э. между Парфией и Римом была проведена граница по руслу Евфрата, но римляне почти сразу вторглись в пределы западных парфянских сатрапий и потерпели поражение. В ответном походе парфяне захватили весь Левант и Анатолию, но были отброшены войсками Марка Антония обратно к Евфрату. Вскоре после этого в Парфии одна за другой вспыхивали гражданские войны, вызванные вмешательством Рима в борьбу между парфянской и греческой знатью.
В 224 году Ардашир Папакан, сын правителя небольшого городка Хейр в Парсе, разгромил армию парфян Артабана IV и основал вторую Персидскую империю — Ираншахр («Царство ариев») — со столицей в Фирузабаде, став основателем новой династии — Сасанидов. Усилилось влияние аристократии и зороастрийского духовенства, начались гонения на иноверцев. Проведена административная реформа. Сасаниды продолжили борьбу с римлянами и с кочевниками Центральной Азии.

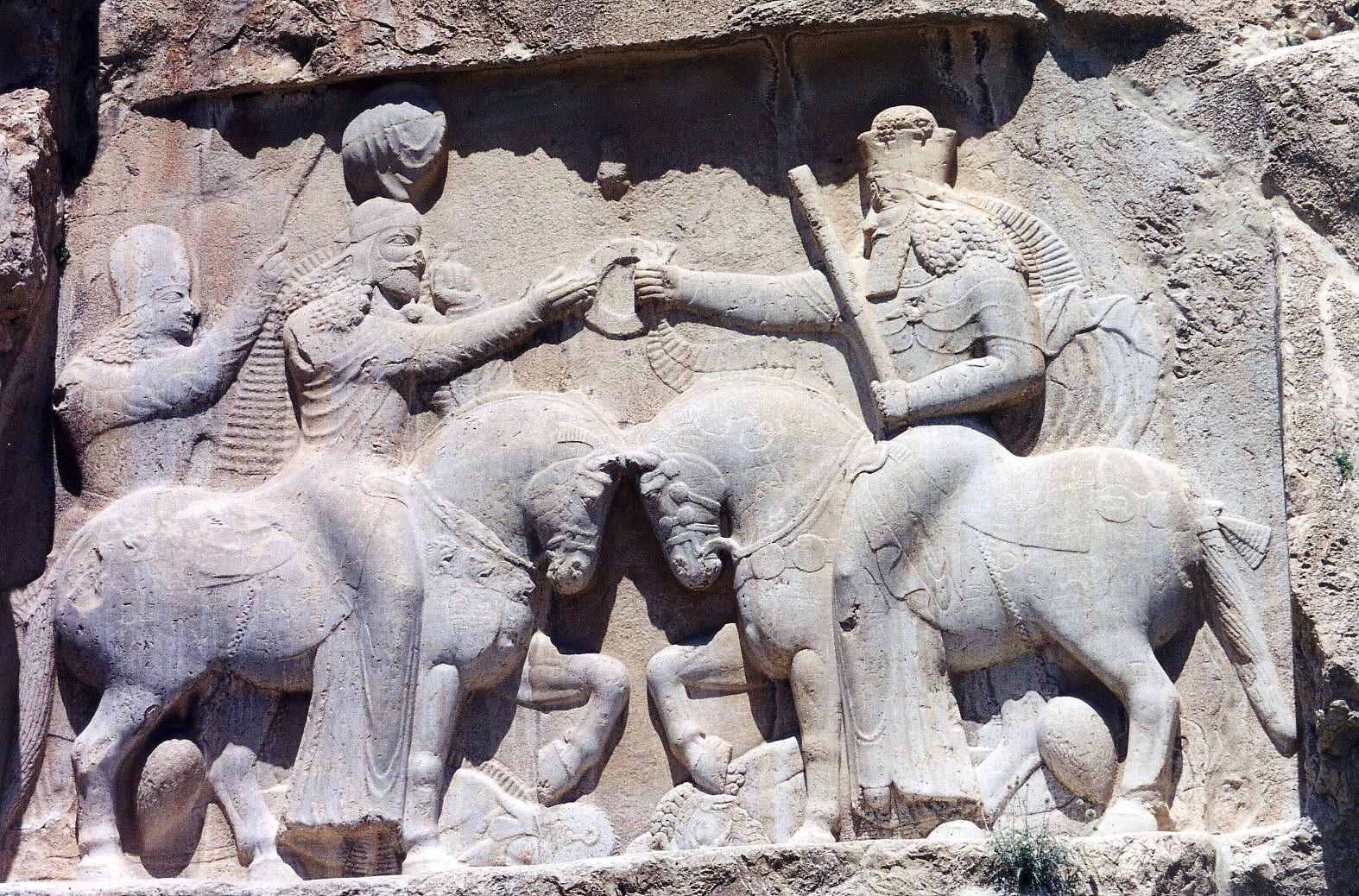
Ахура Мазда (справа) даёт Ардаширу символ царской власти — кольцо. III в. н. э.

При царе Хосрове I (531—579) началась активная экспансия: в 540 году была захвачена Антиохия, в 562 — Египет. Византийская империя попала в налоговую зависимость от персов. Были заняты прибрежные области Аравийского полуострова, в том числе Йемен. В это же время Хосров разгромил эфталитское государство на территории современного Таджикистана. Военные успехи Хосрова привели к расцвету торговли и культуры в Иране.
Внук Хосрова I, Хосров II (590—628) возобновил войну с Византией, но терпел поражение за поражением. Военные расходы покрывались за счёт непомерных налогов с торговцев и поборов с бедняков. В результате по всей стране начали вспыхивать восстания, Хосров был схвачен и казнён. Его внук, Йездигерд III (632—651) стал последним сасанидским царём. Несмотря на прекращение войны с Византией, распад империи продолжался. На юге персы столкнулись с новым противником — арабами.

### Арабское завоевание
Арабские набеги на Сасанидский Иран начались в 632 году. Наиболее сокрушительное поражение персидская армия потерпела в битве при Кадисии в 637 году. Арабское завоевание Персии продолжалось до 652 года, и она была включена в Халифат Омейядов. Арабы распространили в Иране ислам, который сильно изменил персидскую культуру. После исламизации Ирана в Халифате бурно развивались литература, философия, искусство, медицина. Персидская культура стала основой для начала золотого века ислама.
В 750 году персидский генерал Абу Муслим возглавил поход Аббасидов против Омейядов на Дамаск, а затем на столицу Халифата — Багдад. В благодарность новый халиф даровал персидским губернаторам определённую автономию, а также взял нескольких персов в качестве визирей. Тем не менее в 822 году Тахир бен-Гусейн бен-Мусаб, губернатор Хорасана, провозгласил независимость провинции и объявил себя родоначальником новой персидской династии — Тахиридов. Уже к началу правления Саманидов Иран практически восстановил свою независимость от арабов.

### Тюркские и монгольские завоевания

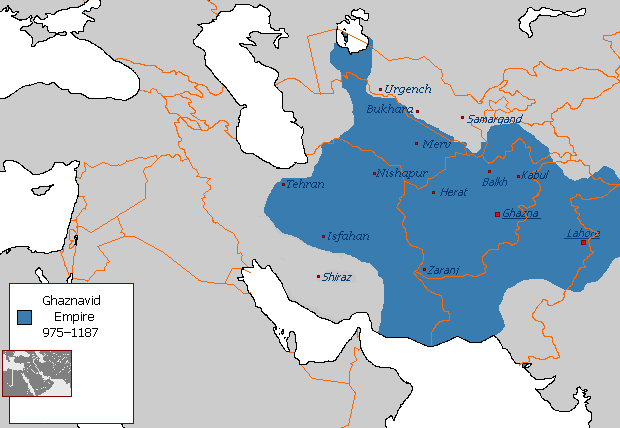
Империя Газневидов в XII веке.

Несмотря на принятие персидским обществом ислама, арабизация в Иране не имела успеха. Насаждение арабской культуры встретило сопротивление персов и стало толчком к борьбе за независимость от арабов. Важную роль в восстановлении национального самосознания персов сыграло возрождение персидского языка и литературы, пик которого пришёлся на IX—X века. В связи с этим получила известность эпопея Фирдоуси «Шахнаме», целиком написанная на фарси.
В 962 году тюркский полководец Алп-Тегин выступил против Саманидов и основал тюркское государство Газневидов со столицей в Газни (Афганистан). При Газневидах культурный расцвет Персии продолжился. Их последователи Сельджуки перенесли столицу в Исфахан.
В 1220 году северо-восток Ирана, находившегося в составе тюркского Хорезмского царства, был атакован войсками Чингисхана. Разорению подвергся весь Хорасан, а также территории восточных провинций современного Ирана. Около половины населения было убито монголами. Завершил завоевание Ирана внук Чингисхана Хулагу. В основанном им государстве его потомки-ильханы правили до середины XIV века.
Великий тюркский правитель и полководец Эмир Тимур, на западе более известен как Тамерлан, установил над Ираном свой контроль. Тамерлан вывез из Ирана тысячи искусных мастеров в свою столицу Самарканд, которые построили шедевры мировой архитектуры в Самарканде. Так, например, тебризскими мастерами был построен мавзолей Гур Эмир в Самарканде. При правлении младшего сына Тимура Шахруха происходит расцвет науки и культуры в Иране. Он продолжился в эпоху правления тимурида Султана Хусейна Байкары.
Централизация Иранского государства возобновилась с приходом к власти кызылбашской династии Сефевидов, положивших конец правлению потомков монгольских завоевателей.

### Династии (1501—1979)

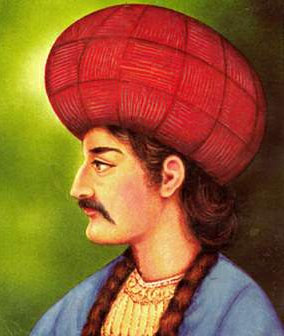
Исмаил I

Ислам шиитского толка был принят в Иране в качестве государственной религии при шахе Исмаиле I из династии Сефевидов. После победы над Алванд-ханом, правителем тюркского государства Ак-Коюнлу, под Шаруром (в Нахичевани), Исмаил победоносно вступил в Тебриз, где в июле 1501 года провозгласил себя шахом Азербайджана. Исмаил вскоре же подчинил себе весь Иран — и в мае 1502 года короновал себя шахиншахом Ирана. Столицей Сефевидского государства стал город Тебриз; впоследствии столица была перенесена в Казвин, а оттуда — в Исфахан. Наивысшего расцвета империя Сефевидов достигла при Аббасе I, разгромив Османскую империю и присоединив к себе территории современного Ирака, Афганистана, части Пакистана, территории Азербайджана, части Армении и Грузии, а также провинций Гилян и Мазендеран на берегу Каспийского моря. Таким образом, владения Ирана простирались уже от Тигра до Инда.
Завоёванные территории принесли Ирану богатство и процветание. Начался расцвет культуры. Иран стал централизованным государством, была проведена модернизация вооружённых сил. Однако после смерти Аббаса Великого империя пришла в упадок. Неумелое руководство привело к потере Кандагара и Багдада. В 1722 году афганцы-гильзаи совершили набег на Иран, с ходу взяв Исфахан, и возвели на престол Махмуд-хана. Тогда Надир-шах, полководец последнего правителя из Сефевидов, Тахмаспа II, убил его вместе с сыном и установил в Иране власть Афшаридов.
Первым делом Надир-шах сменил государственную религию на суннизм, а затем разгромил Афганистан и вернул Персии Кандагар. Отступающие афганские войска бежали в Индию. Надир-шах призвал индийского могола, Мохаммед-шаха, не принимать их, но тот не согласился, тогда шах вторгся в Индию. В 1739 году войска Надир-шаха вошли в Дели, однако вскоре там вспыхнуло восстание. Персы устроили в городе настоящую резню, а потом вернулись в Иран, полностью разграбив страну. В 1740 году Надир-шах совершил поход в Туркестан, в результате которого границы Ирана продвинулись до Амударьи. На Кавказе персы дошли до Дагестана. В 1747 году Надир-шах был убит.

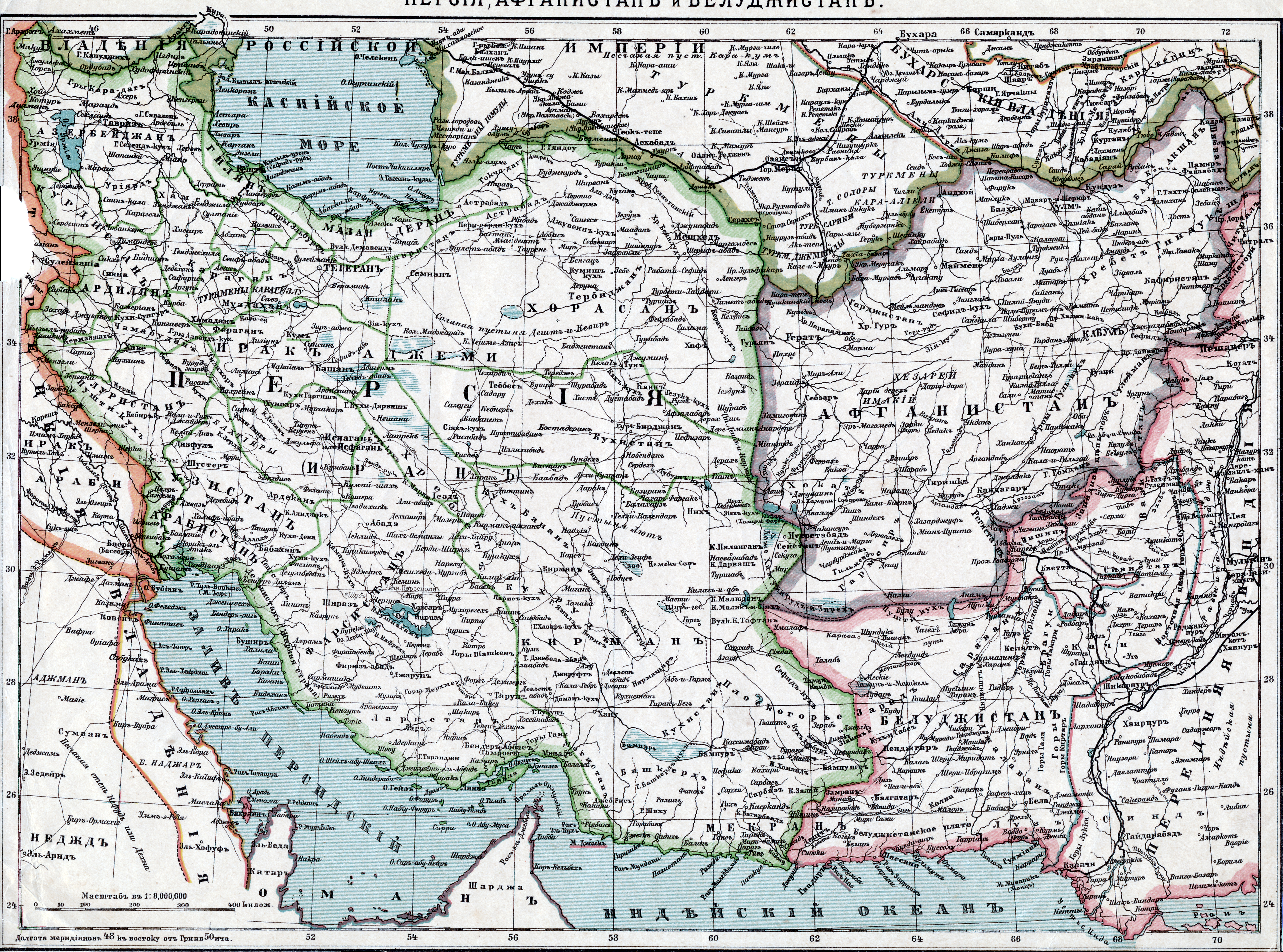
Персия на карте конца XIX века.

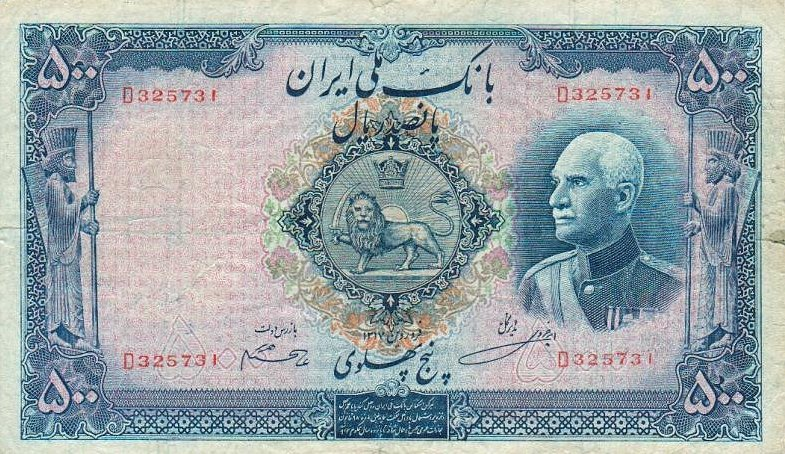
Герб шахского Ирана на купюре 1938 года

В 1750 году власть перешла к династии Зендов во главе с Карим-ханом. Карим-хан стал первым за 700 лет персом, ставшим во главе государства. Он перенёс столицу в Шираз. Период его правления характеризуется практически отсутствием войн и культурным расцветом. Власть Зендов продолжалась лишь три поколения, и в 1781 году перешла к династии Каджаров. Основатель династии, скопец Ага-Мохаммед-хан, учинил расправу над Зендами и потомками Афшаридов. Укрепив власть Каджаров в Иране, Мохаммед-хан совершил поход на Грузию, разгромив Тбилиси и уничтожив более 20 тысяч жителей города. Второй поход на Грузию в 1797 году не состоялся, так как шах был убит собственными слугами (грузином и курдом) в Карабахе. Незадолго до своей смерти Мохаммед-хан перенёс столицу Ирана в Тегеран.
В результате серии неудачных войн с Российской империей Персия при Каджарах лишилась территории, занимаемой ныне Азербайджаном и Арменией. Процветала коррупция, терялся контроль над окраинами страны. После продолжительных акций протеста в 1906 году в стране произошла Конституционная революция, в результате чего Иран стал конституционной монархией. Летом 1918 года британские войска оккупируют весь Иран. 9 августа 1919 года было подписано англо-иранское соглашение, устанавливающее полный британский контроль над экономикой и армией страны. В 1920 году в провинции Гилян провозглашена Гилянская Советская Республика, которая просуществует до сентября 1921 года. 21 февраля 1921 года Реза-хан Пехлеви свергнул Ахмед-шаха и в 1925-м был объявлен новым шахом. 26 февраля 1921 года РСФСР подписала с Ираном новый договор, признав полную независимость Ирана.
Пехлеви ввёл в обращение термин «шахиншах» («царь царей»). Начиная с персидского нового года, то есть с 22 марта 1935 года название государства было официально изменено с Персии на Иран. Началась масштабная индустриализация Ирана, была полностью модернизирована инфраструктура. В ходе Второй мировой войны шахиншах отказал Великобритании и Советскому Союзу в их просьбе разместить свои войска в Иране. Тогда союзники вторглись в Иран (см. «Операция „Согласие“»), свергли шаха и установили контроль над железными дорогами и нефтяными месторождениями. В 1942 году суверенитет Ирана был восстановлен, власть перешла к сыну шаха — Мохаммеду. Тем не менее, Советский Союз, опасаясь возможной агрессии со стороны Турции, держал свои войска в северном Иране до мая 1946 года.

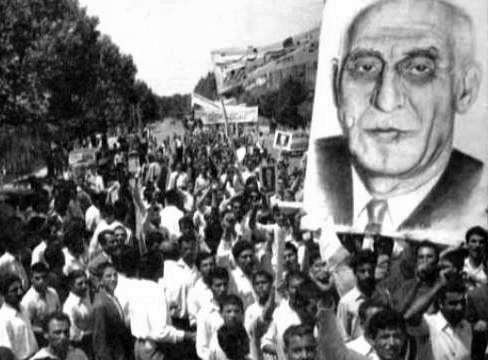
Мохамме́д Мосадды́к

После войны Мохаммед Реза проводил политику активной вестернизации и деисламизации, что не всегда находило понимание в народе. В 1951 году председателем Правительства Ирана становится Мохаммед Мосаддык, который активно занимался реформаторством, добиваясь пересмотра договорённостей по распределению прибылей компании British Petroleum. Происходила национализация нефтяной промышленности Ирана. Однако в США немедленно и при активном участии британских спецслужб был разработан план переворота, осуществлённый в августе 1953 года внуком президента Теодора Рузвельта — Кэрмитом Рузвельтом. Мосаддык был смещён со своего поста и заключён в тюрьму. Через три года он был освобождён и посажен под домашний арест, где и находился до своей смерти в 1967 году.
В 1963 году шах начал серию радикальных реформ, получивших название «Белая революция». Комплект декретов включал 12 пунктов: реформы в аграрной сфере, а также в лесах и пастбищах, промышленные реформы, в просвещении, здравоохранении, национализацию водных ресурсов и другие. Масштаб задач был колоссальный и это происходило на фоне быстрого роста населения. Женщины были наделены избирательным правом, а влияние духовенства ограничено. Иран вышел на второе место в Азии по темпам экономического роста после Японии. Однако при этом в народе нарастало недовольство, активно подогреваемое консервативным шиитским духовенством. Предложение о демократизации было отвергнуто шахом, он считал, что сохранить порядок можно только силой. Из страны был выслан радикальный исламист аятолла Хомейни, начались политические репрессии с активным участием тайной полиции САВАК.
В 1965 году участниками группы «Федаяне Ислам» был смертельно ранен премьер-министр Хассан Али Мансур. В 1973 году в ходе политики укрепления власти шаха были запрещены все политические партии и объединения, в 1975 учреждена партия Растахиз в рамках однопартийной системы. К концу 1970-х годов Иран охватили массовые протесты, вылившиеся в свержение режима Пехлеви и окончательном упразднении монархии. В 1979 году в стране произошла исламская революция и была основана исламская республика.

### Исламская республика

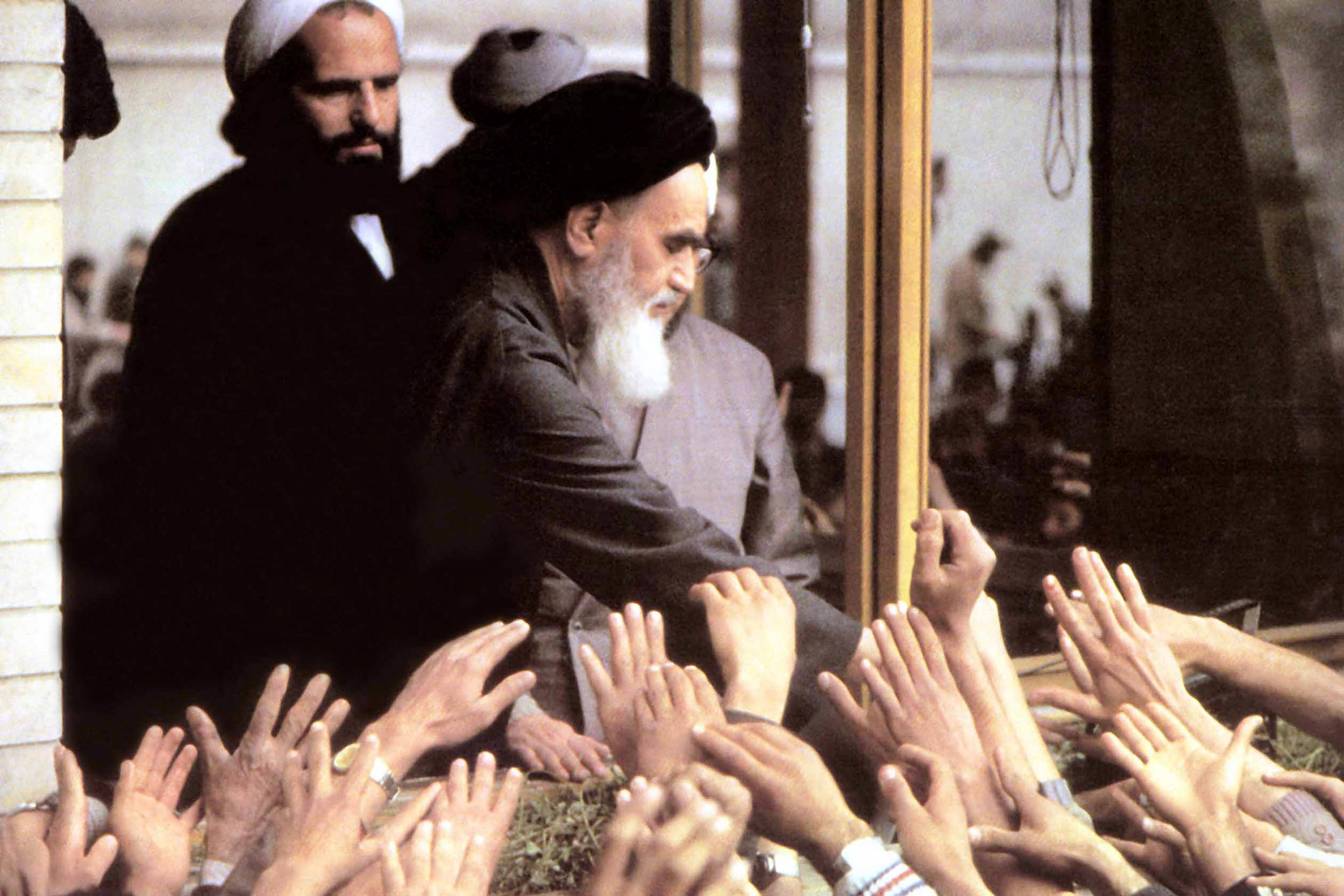
Аятолла Хомейни

Исламская революция в Иране стала переходом от шахского монархического режима Пехлеви к исламской республике во главе с аятоллой Хомейни — предводителем революции и основателем нового порядка. Началом революции принято считать массовые антишахские протесты в январе 1978 года, подавленные правительственными войсками. В январе 1979 года, после того как страну парализовали постоянные забастовки и митинги, Пехлеви с семьёй покинул Иран, и 1 февраля в Тегеран прибыл Хомейни, находившийся в изгнании во Франции. Аятолла был встречен миллионами ликующих иранцев. 1 апреля 1979 года после проведения всенародного референдума Иран был официально провозглашён исламской республикой. 3 декабря того же года была принята новая конституция.
Внутриполитические последствия революции проявились в установлении в стране теократического режима мусульманского духовенства, повышении роли ислама абсолютно во всех сферах жизни. Произошли кардинальные изменения и во внешней политике. Отношения Ирана с США стали крайне натянутыми. Дипломатические отношения были разорваны 4 ноября 1979 года, когда в Тегеране было захвачено посольство США, а дипломаты провели в заложниках 444 дня. Захватчики (студенты, среди которых, по некоторым данным, возможно, был ставший впоследствии президентом Ирана, тогда — офицер спецподразделения КСИР и активист молодёжной организации «Учреждение сплочения единства» — Махмуд Ахмадинежад) утверждали, что преследовали агентов ЦРУ, планировавших свержение революционного правительства. Они также требовали выдачи бежавшего шаха. Лишь в 1981 году при посредничестве Алжира кризис был разрешён и заложники отпущены на родину.

### Ирано-иракская война
Тем временем президент соседнего Ирака Саддам Хусейн решил воспользоваться внутренней нестабильностью в Иране и его натянутыми отношениями со странами Запада. Ирану были (не в первый раз) предъявлены территориальные претензии в отношении районов вдоль берега Персидского залива на восток от реки Шатт-эль-Араб. В частности, Хусейн потребовал передачи Ираку западного Хузестана, где большинство населения составляли арабы и имелись огромные запасы нефти. Эти требования были оставлены Ираном без внимания, и Хусейн начал подготовку к крупномасштабной войне. 22 сентября 1980 года армия Ирака форсировала Шатт-эль-Араб и вторглась в Хузестан, что стало для иранского руководства полной неожиданностью.

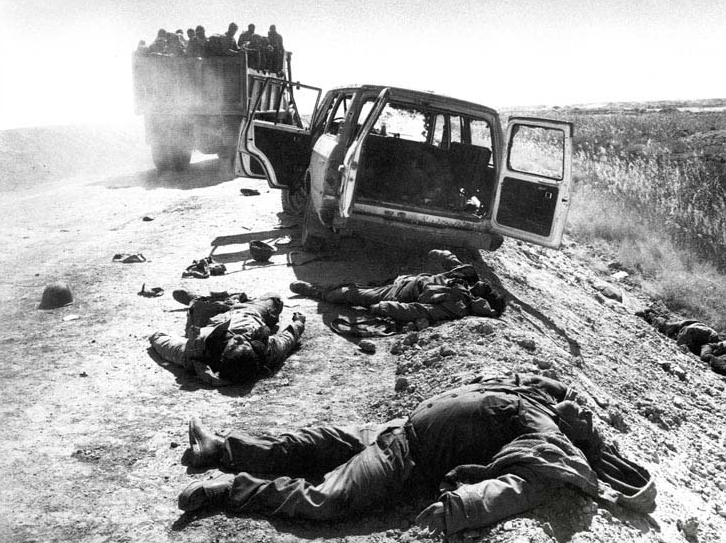
Ирано-иракская война

Хотя в первые месяцы войны Саддаму Хусейну удалось добиться немалых успехов, наступление иракской армии было вскоре остановлено, иранские войска перешли в контрнаступление и к середине 1982 года выбили иракцев из страны. Хомейни решил не останавливать войну, планируя «экспортировать» революцию и в Ирак. Этот план опирался в первую очередь на шиитское большинство восточного Ирака. Теперь уже иранская армия вторглась в Ирак с намерением свергнуть Саддама Хусейна. Однако в последующие годы военные успехи Ирана были незначительными, а в 1988 году иракская армия перешла в контрнаступление и освободила все оккупированные Ираном территории. После этого было подписано мирное соглашение. Ирано-иракская граница осталась неизменной.
В течение войны Ирак пользовался политической, финансовой и военной поддержкой большинства арабских стран, Советского Союза, Китая, а также США и их союзников. Иран так или иначе поддерживали Китай, США, Израиль и некоторые другие страны. В ходе боевых действий иракская армия неоднократно применяла химическое оружие, в том числе против мирных иранцев. Возможно, более 100 000 человек в Иране погибли от действия отравляющих веществ. Общие потери Ирана в восьмилетней войне превышают 500 000 человек.

### В XXI веке
В 1997 году президентом Ирана был избран Мохаммед Хатами, провозгласивший начало проведения политики терпимого отношения к культуре и установления более тесных связей со странами Запада. В конце 1990-х годов европейские государства начали восстанавливать прерванные революцией экономические связи с Ираном. Тем не менее, позиция США принципиально не изменилась. Американское руководство предъявило Ирану обвинения в спонсировании терроризма и разработках оружия массового уничтожения. Позже президент США Джордж Буш закрепил за Ираном ярлык страны «Оси зла». В ответ на это появился термин «Ось сопротивления», под которым понимается созданная Ираном антизападная и антиизраильская политическая и военная коалиция. В коалицию вошли сирийский режим Башара Асада, ливанская группировка Хезболла, иракские шииты и йеменские хуситы.
Коалиция приняла активное участие в гражданской войне в Сирии на стороне Асада и в атаках на Израиль после начала войны на Ближнем Востоке с октября 2023 года. В апреле 2024 года Иран впервые вступил в прямое военное столкновение с Израилем и обстрелял его территорию баллистическими ракетами и дронами. В конце 2024 года уничтожение Израилем почти всего руководства «Хезболлы» и её военной инфраструктуры в Южном Ливане, а также стремительное падение режима Асада в Сирии разрушили внешнеполитическую стратегию Ирана. Последними союзниками Тегерана остались иракские шииты и йеменские хуситы.
После доклада МАГАТЭ 12 июня 2025 года о массовом и систематическом нарушении Ираном своих обязательств в рамках режима нераспространения ядерного оружия Израиль нанёс ракетные удары по военным объектам Ирана.

## Государственное устройство
По конституции, принятой в 1979 году, Иран является исламской республикой. На 2025 год Иран — одна из немногих существующих теократий в мире.
Главой государства является Высший руководитель. Он определяет общую политику страны. Рахбар — верховный главнокомандующий вооружёнными силами Ирана, руководитель военной разведки. Высший руководитель назначает людей на ключевые посты в государстве: председателей судов, руководителя полиции и командующих всеми родами войск, а также шестерых из двенадцати членов Совета стражей конституции. Высший руководитель избирается Советом экспертов и подотчётен ему.
Вторым по значимости должностным лицом в Иране является президент. Президент является гарантом конституции и главой исполнительной власти. Решения по ключевым вопросам принимаются только после одобрения Высшего руководителя. Президент назначает членов Совета министров и координирует работу правительства. Десять вице-президентов и 21 министр правительства утверждаются на пост парламентом. Хотя президент назначает министров обороны и разведки, кандидатуры должны быть заранее одобрены Высшим руководителем. Президент избирается прямым всенародным голосованием на четырёхлетний срок. Кандидаты в президенты должны быть предварительно одобрены Советом стражей.
Законодательная власть представлена однопалатным парламентом — Меджлисом (перс. مجلس شورای اسلام‎— «Исламский консультативный совет»). Верхняя палата была расформирована после революции в 1979 г. Меджлис состоит из 290 членов, избираемых всенародным голосованием на четырёхлетний срок. В обязанности парламента входит разработка законопроектов, ратификация международных договоров и составление бюджета. Все кандидаты в депутаты Меджлиса также утверждаются Советом стражей.

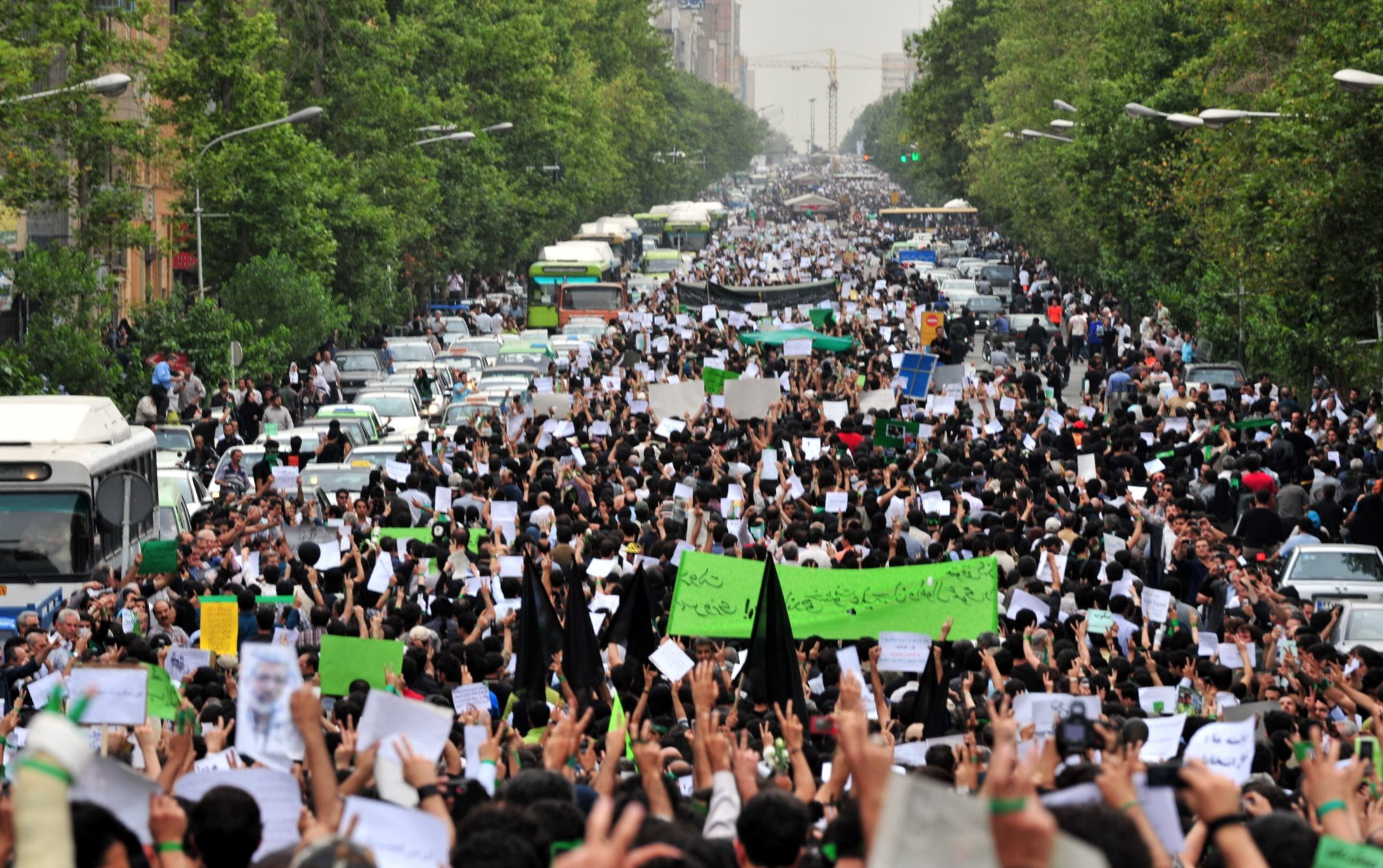
Волнения в Иране в 2009 году

Совет стражей конституции состоит из 12 членов, 6 из которых назначает Высший руководитель. Остальные 6 членов назначаются парламентом по представлению председателя Верховного суда. Совет стражей утверждает кандидатов на ключевые посты, в том числе кандидатов в президенты, члены правительства и парламента. Основная обязанность Совета — проверка законопроектов на соответствие исламскому праву. В случае если имеются разногласия с шариатом, законопроект отправляется на доработку. Кроме того, Совет имеет право наложить вето на любое решение Меджлиса.
Совет целесообразности разрешает спорные вопросы, возникающие между Меджлисом и Советом стражей. Совет целесообразности является также совещательным органом при Высшем руководителе. Председатель Совета — бывший президент Ирана Али Акбар Хашеми Рафсанджани — личный советник Рахбара.
Совет экспертов состоит из 86 представителей исламского духовенства и собирается на неделю каждый год. Совет экспертов избирает Высшего руководителя и имеет право сместить его с должности в любое время (хотя такого прецедента ещё не было: нынешний Высший руководитель, Али Хаменеи — всего второй в истории страны, тогда как первый, Хомейни, скончался, будучи ещё на посту). Заседания Совета носят закрытый характер. Члены Совета избираются всенародным голосованием на восьмилетний срок.
Органы местного самоуправления присутствуют во всех городах и деревнях Ирана и избираются всенародным голосованием на четырёхлетний срок. Городские (сельские) советы выбирают мэра, следят за работой чиновничьего аппарата, отвечают за развитие образования, медицины, жилищно-коммунального хозяйства и прочие бытовые вопросы. Впервые выборы в местные советы прошли в 1999 году. Так как деятельность советов носит исключительно административно-исполнительный характер, кандидаты в члены совета не нуждаются в утверждении Советом экспертов.
Судебная система состоит из Народного суда, занимающегося гражданскими и уголовными делами, и Революционного суда, в компетенцию которого входят особые преступления, в том числе против государства. Вердикт Революционного суда не подлежит апелляции. Кроме того, существует Особый духовный суд. Решения этого суда также не подлежат обжалованию, он действует отдельно от общей судебной системы. Высшей инстанцией Духовного суда является Рахбар. Он также назначает и председателей Народного и Революционного судов.

### Права человека

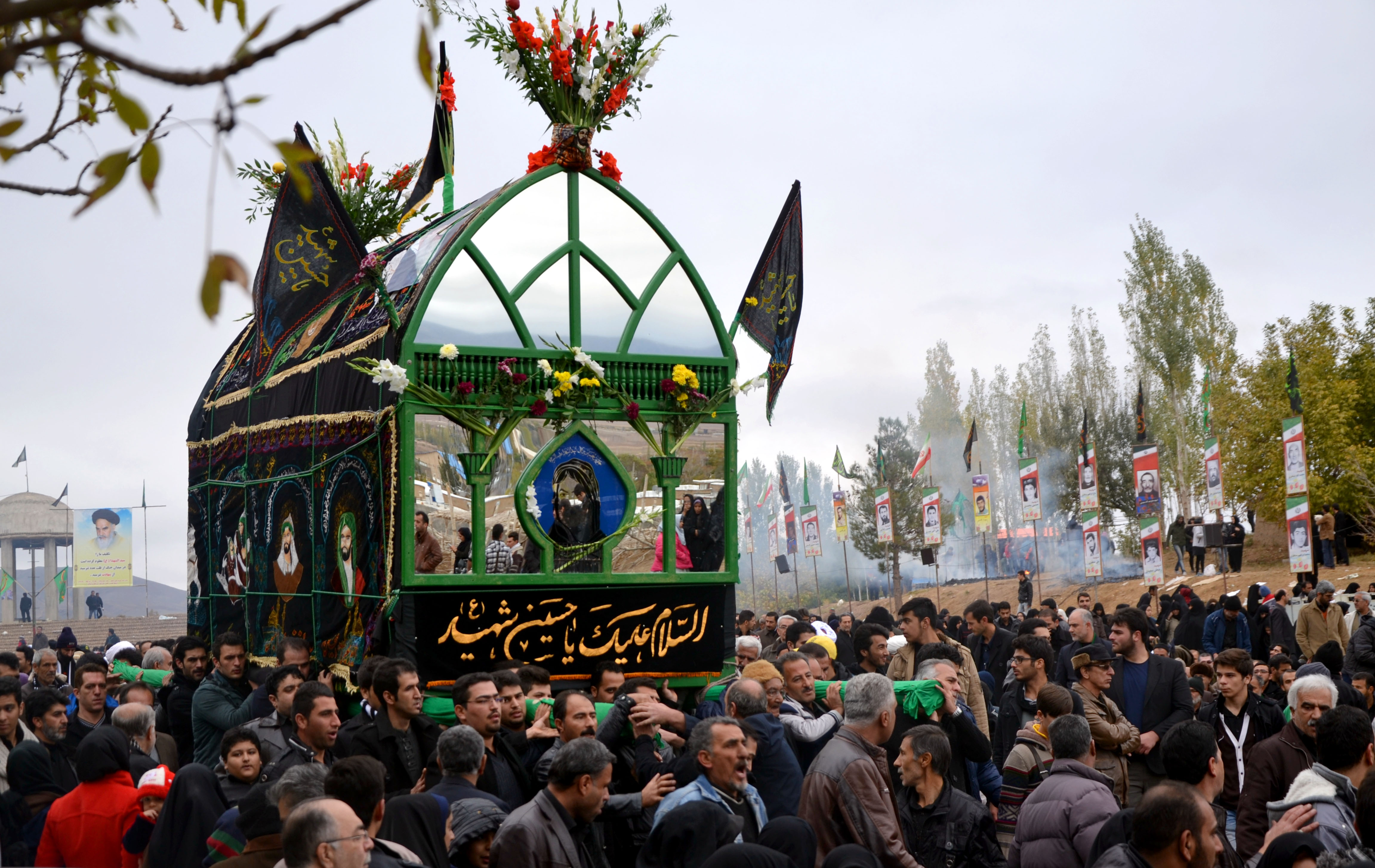
Иранские шииты празднуют Ашуру

Законы исламской республики основаны на исламском праве. Государственный аппарат тесно переплетён с исламским духовенством. В связи с этим присутствуют ограничения прав человека, связанные прежде всего с религией. В частности, в системе государственного устройства существует специальный орган — Совет стражей конституции, деятельность которого запрещает немусульманам занимать высшие государственные посты, а членам парламента — составлять законопроекты, противоречащие шариату. Согласно Конституции (статья 13), помимо ислама признаются только три религии: христианство, иудаизм и зороастризм, верующие всех остальных религий (буддисты, бахаи и др.) считаются «незащищёнными неверными», они не могут быть представлены в парламенте и не обладают практически никакими юридическими правами.
Сексуальные меньшинства также подвергаются преследованию. Гомосексуальные контакты являются уголовно наказуемым преступлением, преследующимся вплоть до смертной казни. Нередки случаи казни несовершеннолетних: наиболее широкую огласку получило дело двух 16-летних подростков Махмуда Асгари и Айаза Мархони, которые были обвинены в изнасиловании несовершеннолетнего и публично повешены на городской площади в присутствии огромной толпы зевак (также им инкриминировалось распитие алкогольных напитков, нарушение общественного порядка и воровство на центральной площади в Мешхеде). Казнь прошла спустя две недели после победы на президентских выборах крайне консервативного политика Ахмадинежада.
Один из лидеров оппозиции (Мехди Каруби) обвинил иранские власти в использовании пыток по отношению к политическим заключённым. В статье, помещённой на сайте его партии, упоминаются случаи жестокого изнасилования заключённых.
Иран занимает второе место в мире (после Китая) по числу смертных казней. В 2006 году в стране были казнены не меньше 215 человек, в том числе семеро несовершеннолетних, что является нарушением международной конвенции о правах детей. Согласно статистике правозащитной группы Amnesty International, в 2007 году за тяжкие преступления в Иране казнены более 200 человек.
Присутствуют некоторые ограничения свободы печати: после прихода к власти консервативного крыла было закрыто большинство прореформистских газет. Запрещена трансляция западной музыки. Ограничения касаются не только печатных средств массовой информации и телевидения. Интернет также подвергается цензуре. Деятельность провайдеров, в том числе коммерческих, контролируется министерством информации. Проверке подлежат все вновь зарегистрированные веб-сайты в домене .ir, существует автоматическая фильтрация электронной почты. Запрещены порнографические и антиисламские сайты. Сайты оппозиционных организаций в основном расположены на зарубежных серверах.
Преследованиям в Иране подвергаются и правозащитные организации. Например, широкий международный резонанс получил случай изъятия властями этой страны Нобелевской премии мира и Ордена Почётного Легиона у известной иранской правозащитницы Ширин Эбади, а также закрытие её Центра защиты прав человека.

### Внешняя политика

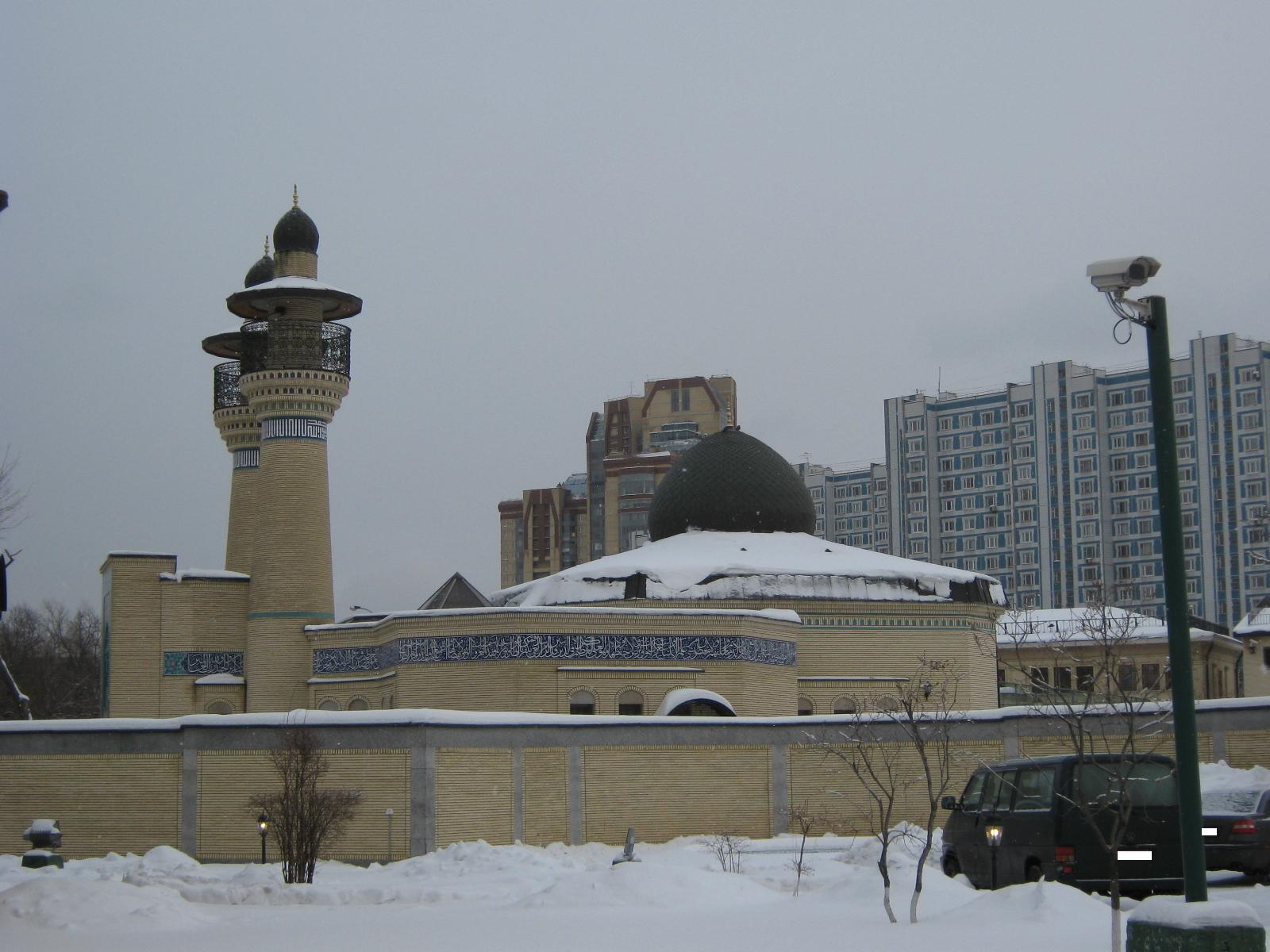
Мечеть Хатам Аль-Анбия на территории резиденции посла Ирана в Москве

До 1979 года Иран был в целом прозападно-ориентированным государством. Исламская революция 1979 года, свершившаяся на волне антиамериканизма, радикально изменила внешнюю политику страны. Победа Исламской революции ознаменовалась международным скандалом с захватом заложников в американском посольстве в Тегеране. Этот кризис повлёк за собой ухудшение отношений со всеми западными странами, а также послужил поводом к разрыву дипломатических отношений с США, которые не восстановлены до сих пор.
Революция совпала по времени и со вводом советских войск в Афганистан, что крайне негативно сказалось на отношениях с СССР. Иран поддерживал дипломатические отношения с Советским Союзом, однако предложения советского руководства о проведении двусторонней встречи игнорировались. Известно также, что в 1988 году Аятолла послал Горбачёву телеграмму, в которой предлагал ему строить исламскую республику в СССР.
Революция испортила отношения не только с Западом, но и с арабским миром. В 1980 году Ирак вторгся в богатый нефтью Хузестан, положив начало ирано-иракской войне. Выбив иракские войска из Ирана, руководство страны планировало с помощью контрнаступления «экспортировать» исламскую революцию в Ирак. Однако из-за скорого истощения войск и применения иракской армией химического оружия эти планы не увенчались успехом. Тем временем ирано-американские отношения осложнились ещё больше после того, как американский ракетный крейсер, находившийся в Персидском заливе, сбил иранский пассажирский самолёт.
По окончании ирано-иракской войны и со смертью Хомейни отношения Ирана с Европой стали постепенно налаживаться, чему во многом способствовала прагматичная политика Рафсанджани. Были выстроены новые отношения с независимыми республиками распавшегося СССР. В частности, Иран осудил чеченский сепаратизм, оказав тем самым негласную поддержку России в этом вопросе. В 2000-е годы Иран принимал участие в восстановлении экономики Чечни. Во многом благодаря дипломатическим усилиям Ирана Россия получила возможность частично восстановить утерянное влияние на Ближнем Востоке и в Центральной Азии. Россия согласилась продолжать начатое ещё при Пехлеви строительство атомной электростанции в Бушере. В период вторжения России в Украину с 2022 года Иран осуществляет поставки в Россию ударных БПЛА Shahed.

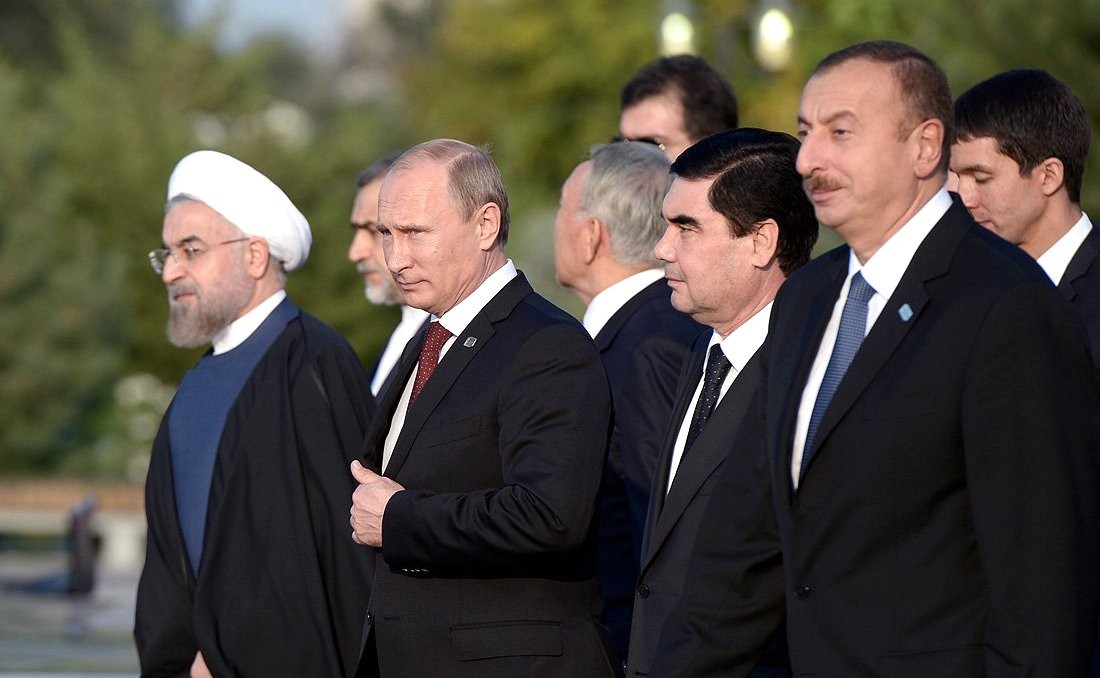
Каспийский саммит, 29 сентября 2014 года

Иран имеет дипломатические представительства в большинстве стран мира. Иран — член ООН (с 1945 года), ОИК, ОПЕК, SAARC, а также является наблюдателем при ШОС.
В 2012 году Иран становится лидером Движения неприсоединения, став в августе на 3 года страной — председателем этого движения, являющегося второй по величине после ООН международной структурой.
У Ирана нет дипломатических отношений с США. Как и многие другие исламские государства, Иран не признаёт Израиль. В официальных заявлениях иранского МИДа Израиль именуется «сионистским режимом». В 2000 году Высший руководитель Ирана аятолла Хаменеи в своей речи назвал Израиль «раковой опухолью», которая должна быть выкорчевана из региона. США и Израиль обвиняют Иран в спонсировании террористических организаций (в США, Израиле и ЕС Хезболла, в частности, считается террористической организацией) и разработке ядерного оружия.

#### Территориальные споры
Существуют территориальные споры между Ираном и Объединёнными Арабскими Эмиратами в отношении трёх островов в Ормузском проливе, контролирующих вход в Персидский залив. В конце 1940-х островами попеременно владели шейхи эмиратов Абу-Даби и Дубая, находившихся под британским протекторатом. В 1971 году, после ухода Великобритании из региона, острова должны были достаться ОАЭ, в состав которых вошли оба этих эмирата, но их захватил шахский Иран. На островах по сей день содержится значительный военный контингент.
Также существует претензии на территории Азербайджана и Афганистана и части территории Пакистана.

## Основные города
67,5 % населения Ирана живёт в городах. К 2030 году это значение, предположительно, достигнет 80 %. Крупнейший город — Тегеран с населением 8,7 млн человек (14 млн в агломерации). В Тегеране сосредоточено более половины промышленной мощи страны, в том числе — автомобильное, электронное, оружейное, химическое, пищевое производство. Второй по величине город — Мешхед, священный город шиитов.
Города с населением:
- — от 5 000 000 до 10 000 000 чел.
- — от 2 000 000 до 4 999 999 чел.
- — от 1 000 000 до 1 999 999 чел.
- — от 800 000 до 999 999 чел.
- — от 500 000 до 749 999 чел.
- — от 300 000 до 499 999 чел.

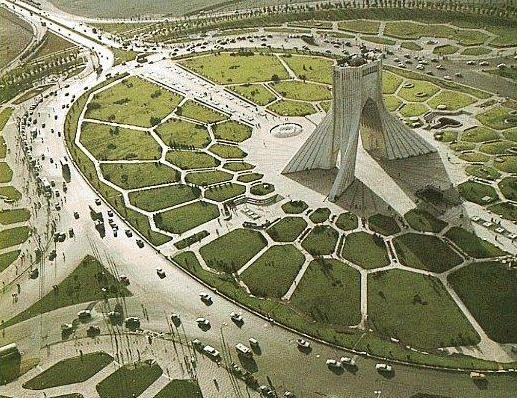
تهران Тегеран 8 778 535
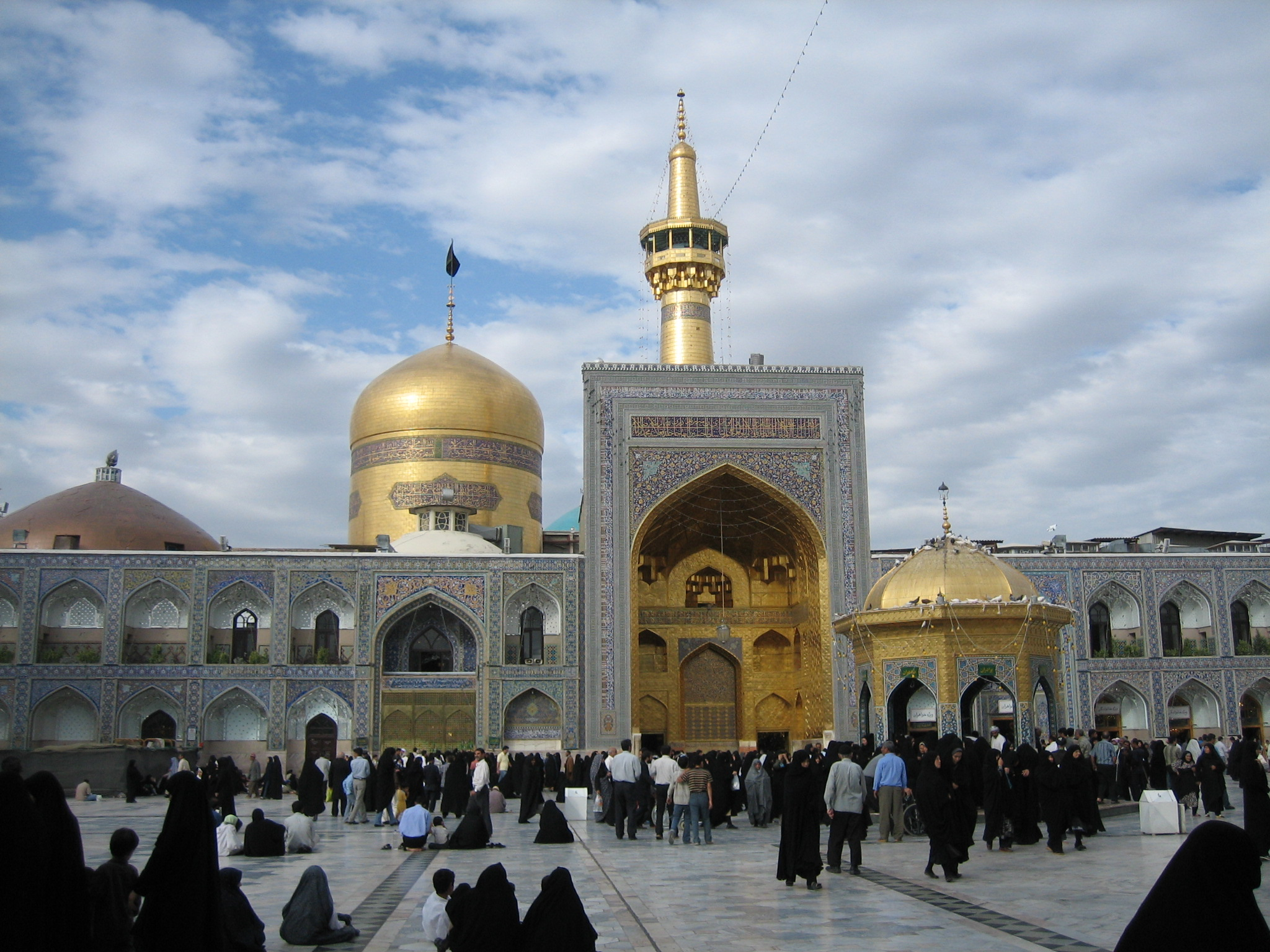
مشهد Мешхед 2 427 316
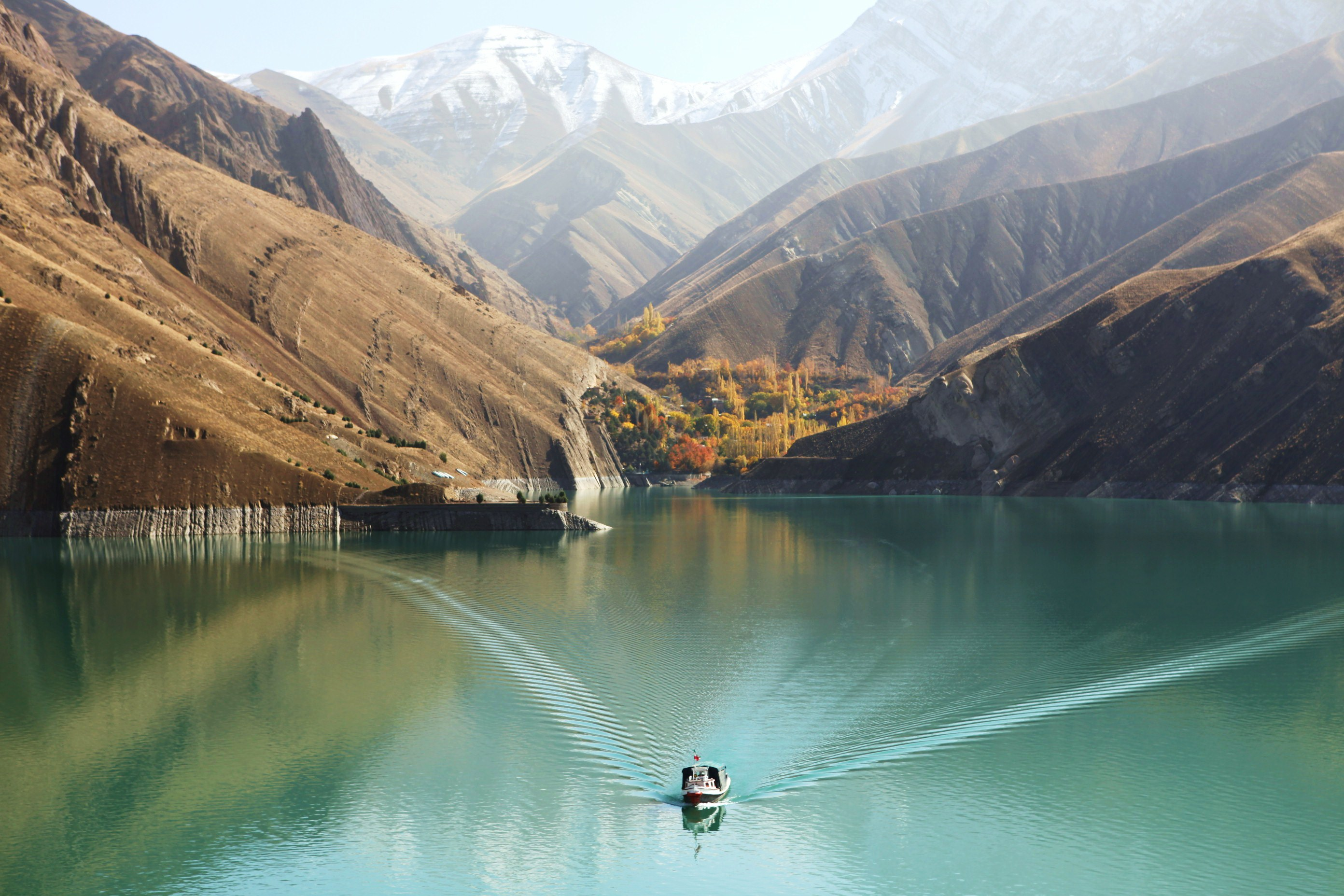
کرج Кередж 1 602 350
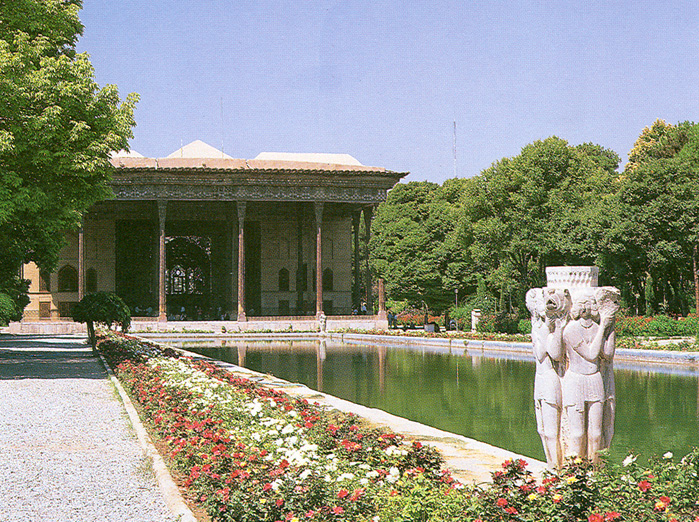
اصفهان Исфахан 1 600 554
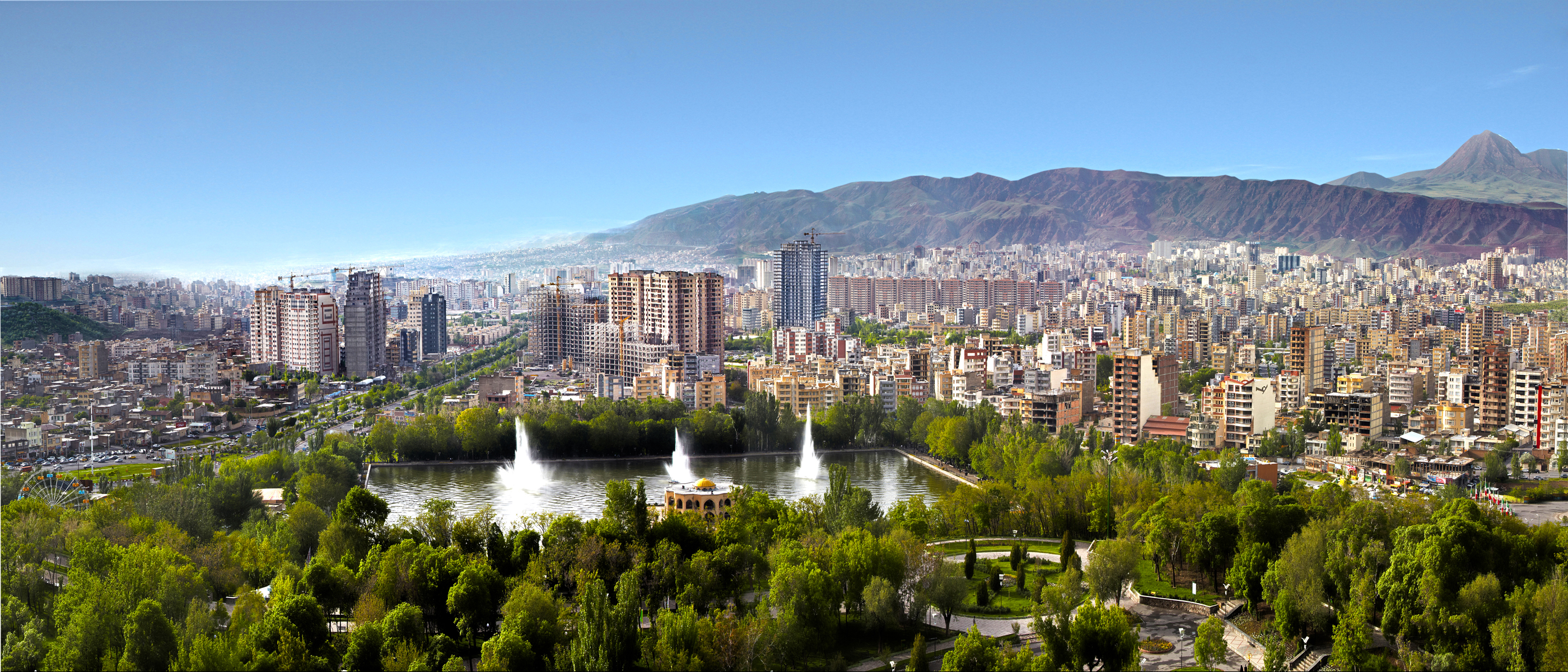
تبریز Тебриз 1 496 319
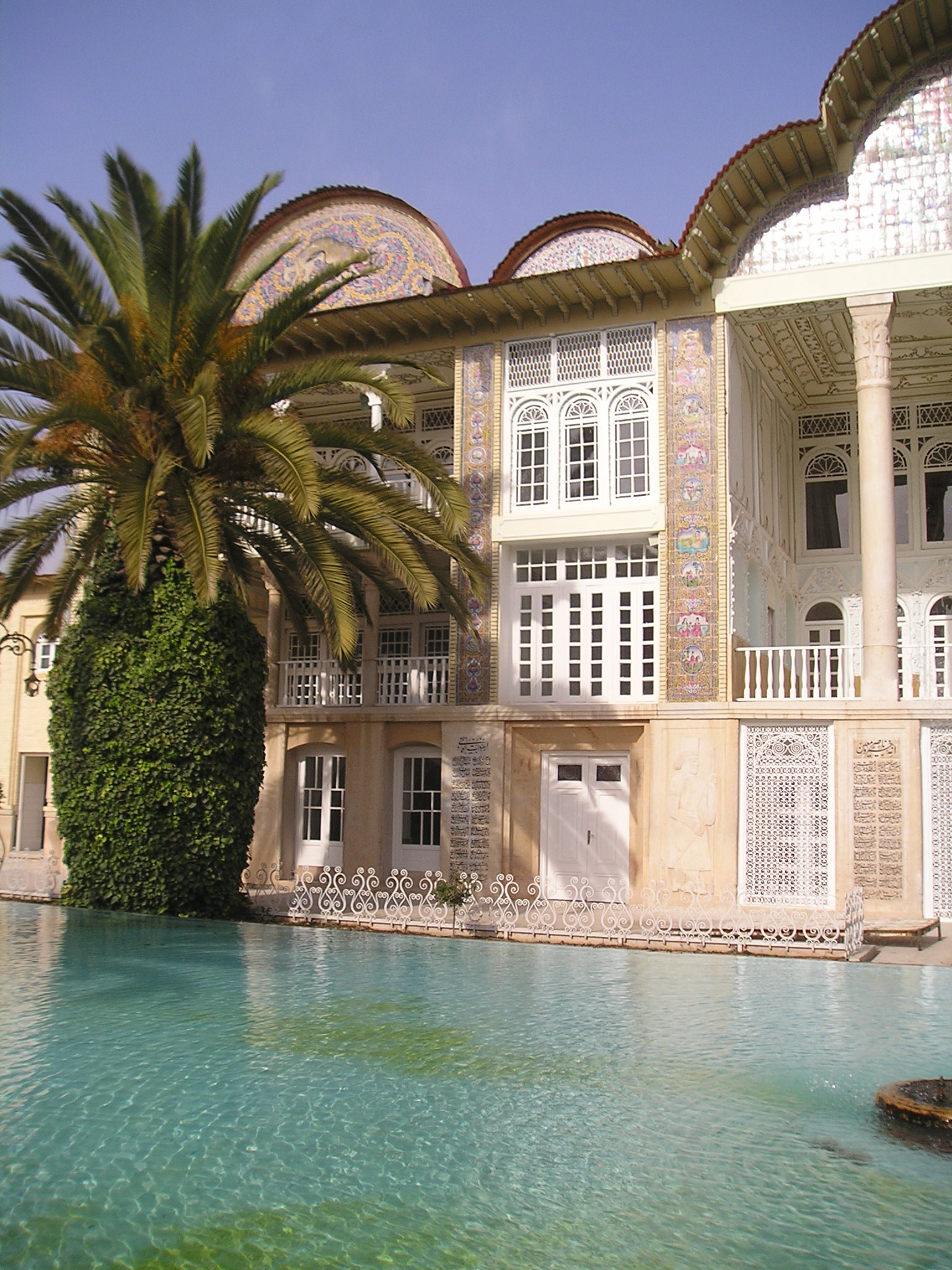
شیراز Шираз 1 307 552
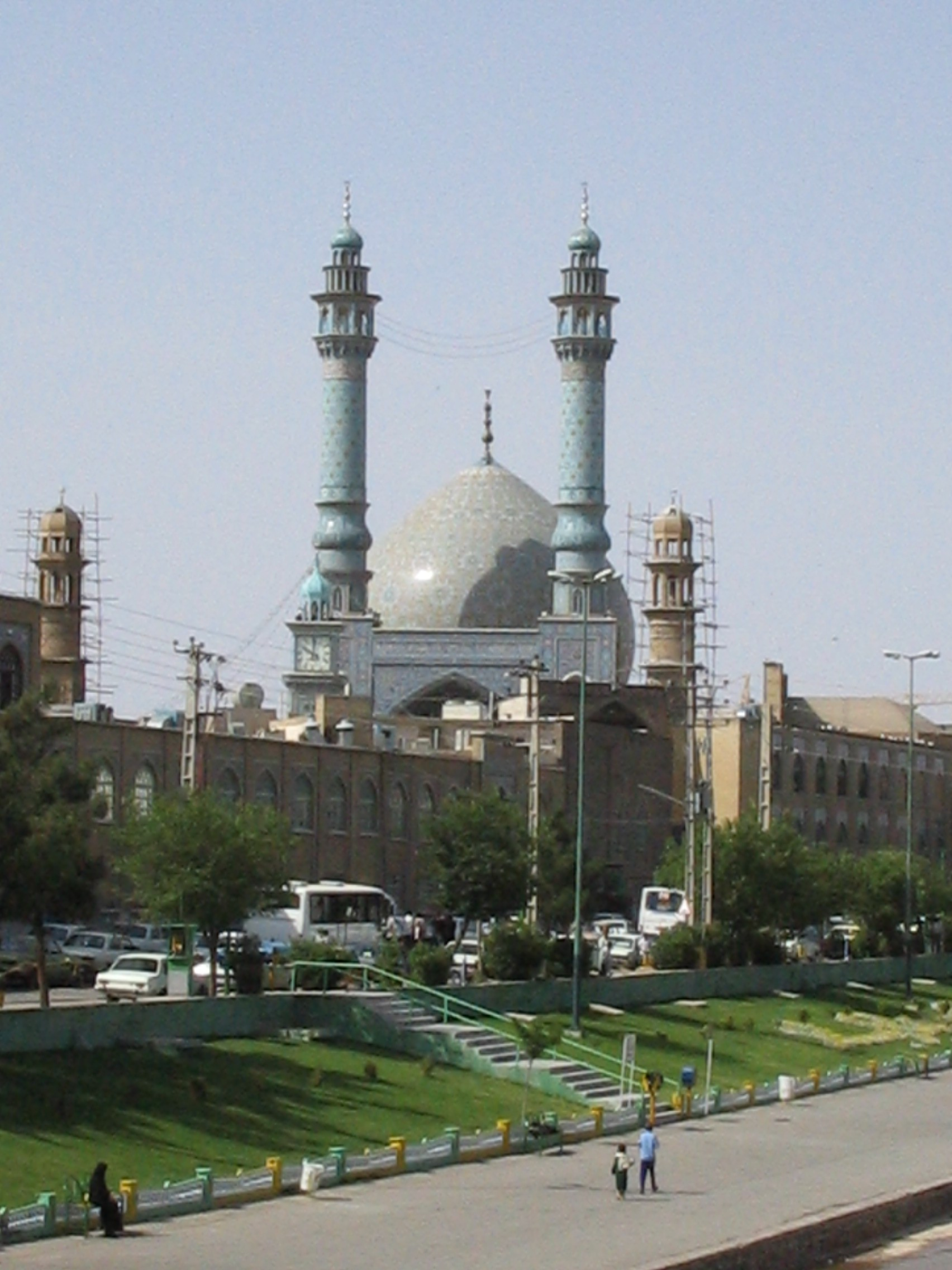
قم Кум 1 081 745
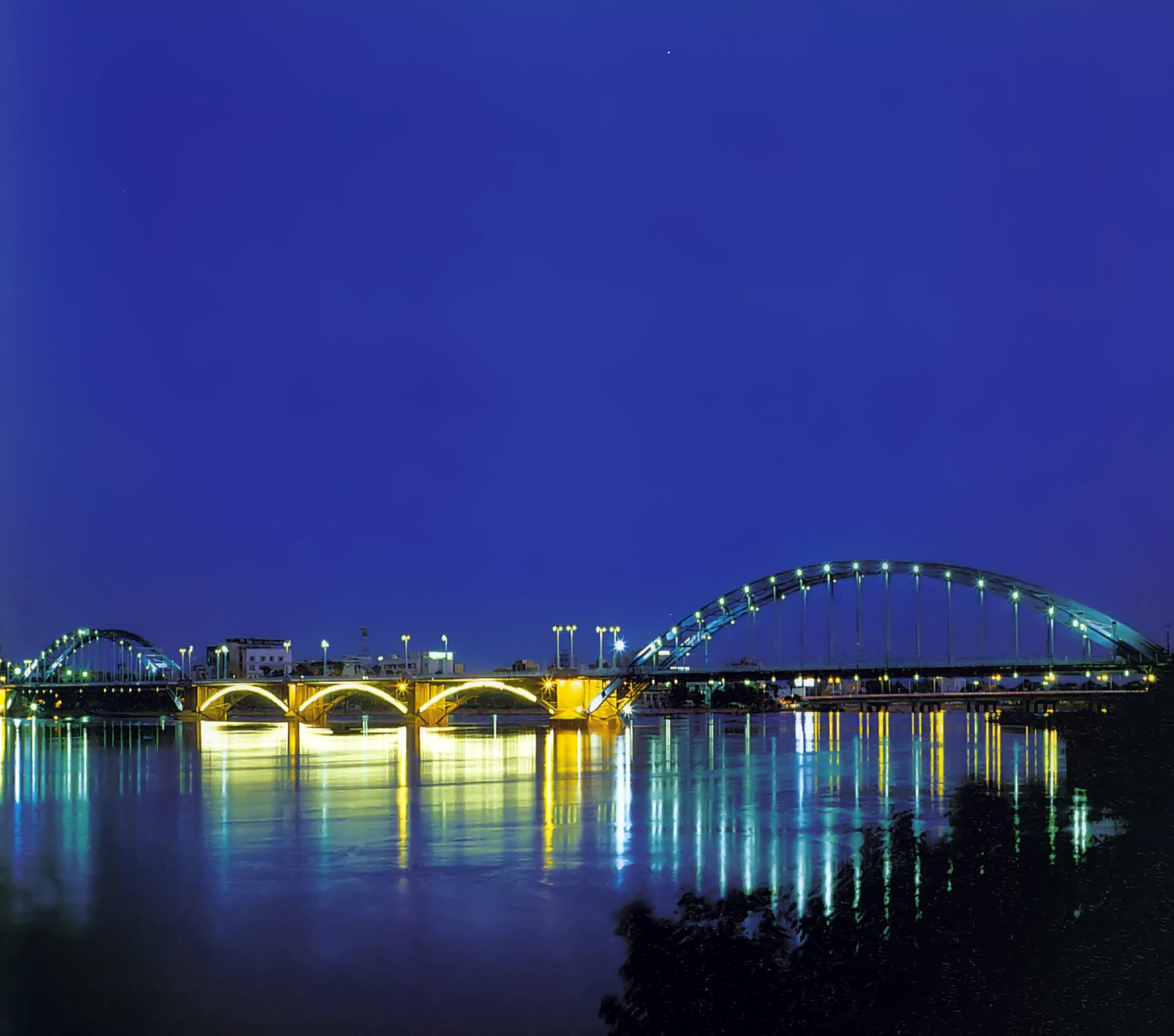
اهواز Ахваз 832 969
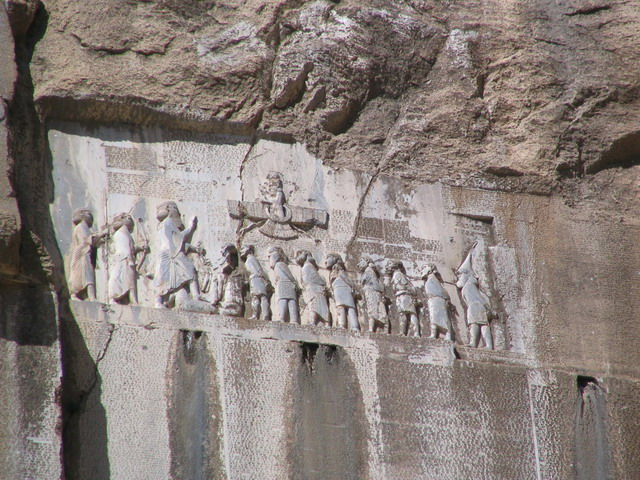
کرمانشاه Керманшах 784 602
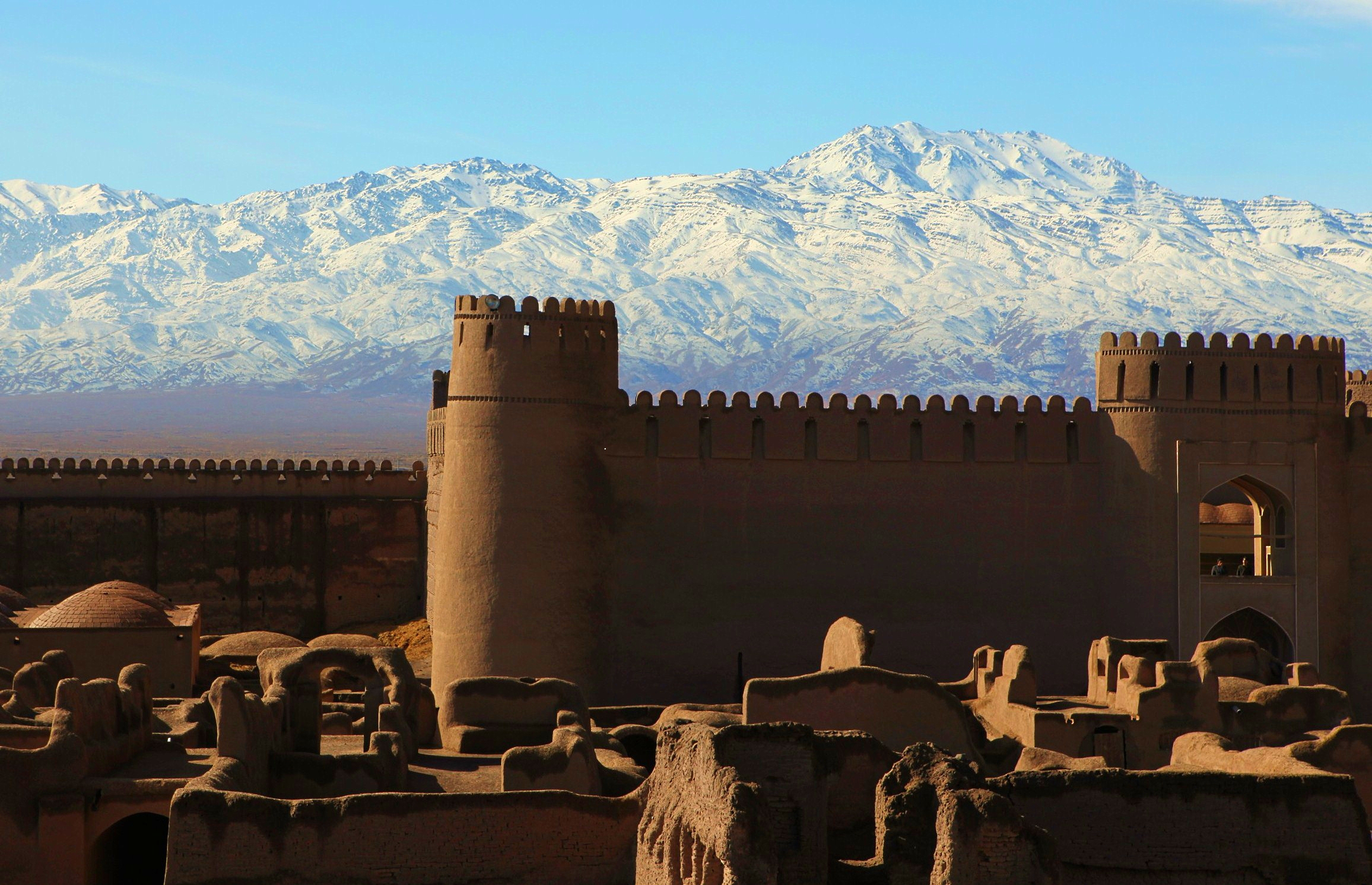
کرمان Керман 721 374

## Административное деление Ирана
Основной административной единицей Ирана являются останы (перс. استان‎ — ostān; мн. ч. — استانﻫﺎ — ostānhā), которые делятся на шахрестаны (перс. شهرستان‎), а те в свою очередь — на бахши (перс. بخش‎). Крупнейший город остана чаще всего является его столицей (перс. مرکز‎ — markaz). Каждый остан управляется губернатором (остандаром — استاندار). Иран делится на 31 остан:
1. Тегеран
2. Кум
3. Центральный остан
4. Казвин
5. Гилян
6. Ардебиль
7. Зенджан
8. Восточный Азербайджан
9. Западный Азербайджан
10. Курдистан
11. Хамадан
12. Керманшах
13. Илам
14. Лурестан
15. Хузестан
16. Чехармехаль и Бахтиария
17. Кохгилуйе и Бойерахмед
18. Бушир
19. Фарс
20. Хормозган
21. Систан и Белуджистан
22. Керман
23. Йезд
24. Исфахан
25. Семнан
26. Мазендеран
27. Голестан
28. Северный Хорасан
29. Хорасан-Резави
30. Южный Хорасан
31. Альборз

До 1950 года Иран был разделён всего на 12 останов: Ардалян, Азербайджан, Белуджистан, Фарс, Гилян, Араки-Аджам, Хорасан, Хузестан, Керман, Ларестан, Лурестан и Мазендеран. В 1950-м их количество уменьшилось до 10, а затем в период с 1960 по 1981 год увеличилось до 28. В 2004 году Хорасан был разделён на 3 отдельных остана, а Тегеран в 2010 году на 2 отдельных остана.

## Население

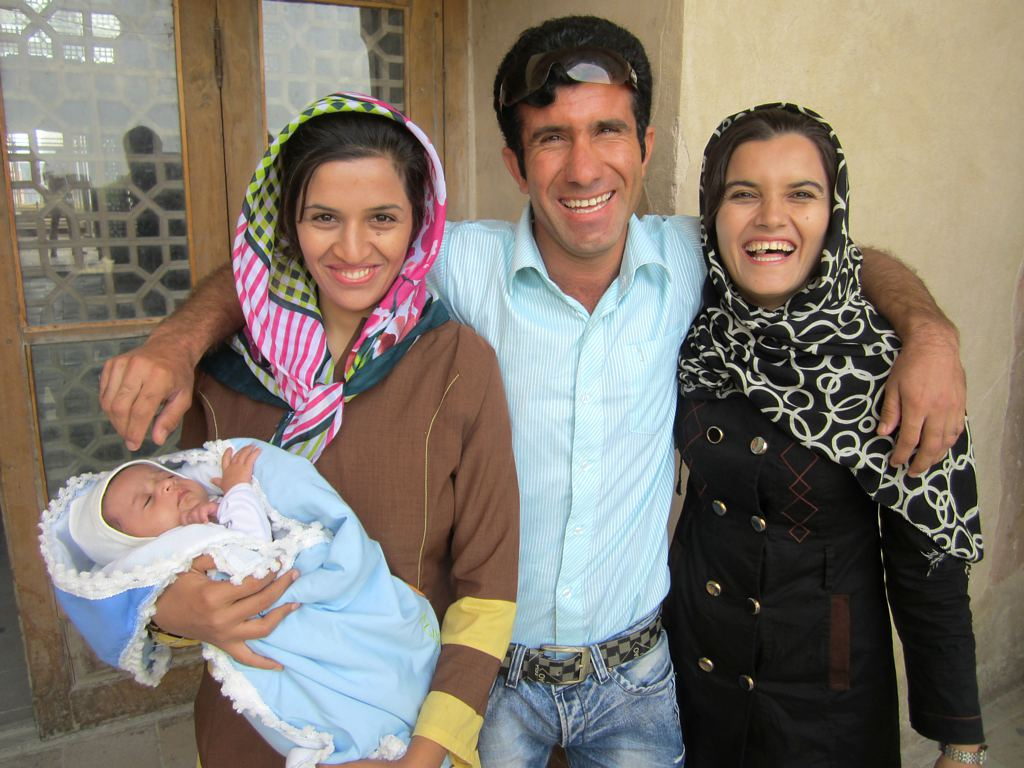
Персы

В 1950—1990-х годах страна переживала демографический взрыв: с 1979 года её население удвоилось и в 2006 году достигло 70 495 782 человек, а в 2011 году — 75 149 669 человек. В 1990-х гг. рождаемость, однако, заметно снизилась и теперь находится ниже простого воспроизводства поколений. Суммарный коэффициент рождаемости — 1,87 (для воспроизводства поколений необходимо 2,15). Более 61 % населения не достигли 30 лет (на май 2009 г.). Уровень грамотности составляет 84 %, урбанизации — 71 %.
Конституция Ирана гарантирует каждому гражданину вне зависимости от национальности и вероисповедания социальную защиту: пенсию, пособие по безработице, инвалидности, медицинскую страховку. Образование и медицинские услуги — бесплатные. Среднегодовой доход на душу населения — 2700 долларов США (2006). Около 18 % населения проживают за чертой бедности. Благодаря улучшению состояния медицинской и другой инфраструктуры в сельской местности после Исламской революции общий коэффициент смертности удалось за очень короткий срок резко снизить — с 13 ‰ в 1978 г. до 7 ‰ в 1990 г. и 5 ‰ в 2014 г., а детскую смертность (до 5 лет) — c 12,7 % до 5,8 % и 1,6 %. Материнская смертность с 1990 по 2014 гг. стремительно сократилась — с 123 до 25 на 100 тысяч живорождений, или в 5 раз.
Число иранцев за границей превышает 4 миллиона человек. Большинство из них эмигрировали в Австралию, Северную Америку и Европу после Исламской революции 1979 года. Кроме того, в 1996 году в самом Иране проживало более миллиона беженцев — в основном из Афганистана и Вазиристана.
Иран — полиэтническое государство. Официальные сведения об этническом составе населения отсутствуют. По оценке справочника ЦРУ «Всемирная книга фактов», в стране живут: персы (61 %), азербайджанцы (16 %), курды (10 %), луры (6 %), арабы (2 %), белуджи (2 %), туркмены и другие тюркские народы (2 %).

### Языки
Государственный язык Ирана — персидский — относится из иранским (индоиранским) языкам индоевропейской языковой семьи; наиболее ему близки таджикский язык и дари Афганистана. Записывается арабским алфавитом. Наиболее значительные национальные меньшинства страны говорят на своих языках: азербайджанском, курдском, лурском и т. д.

### Религия

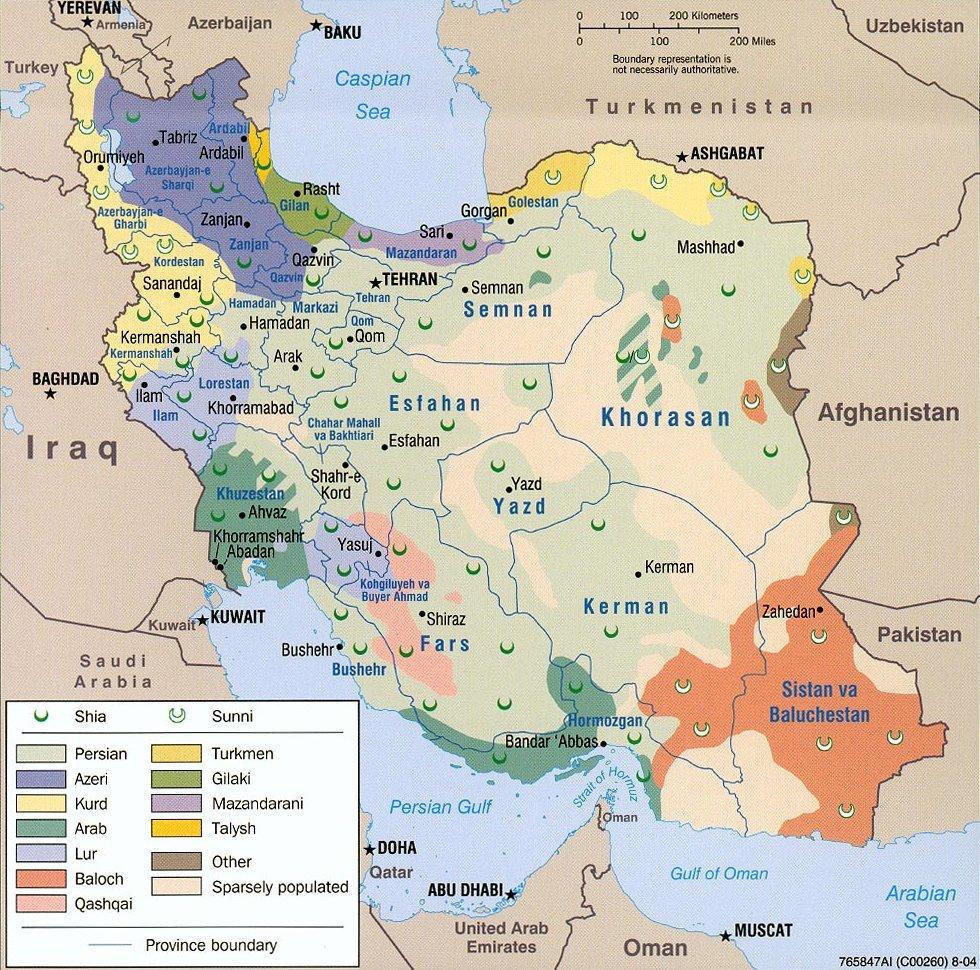
Этно-религиозные группы Ирана

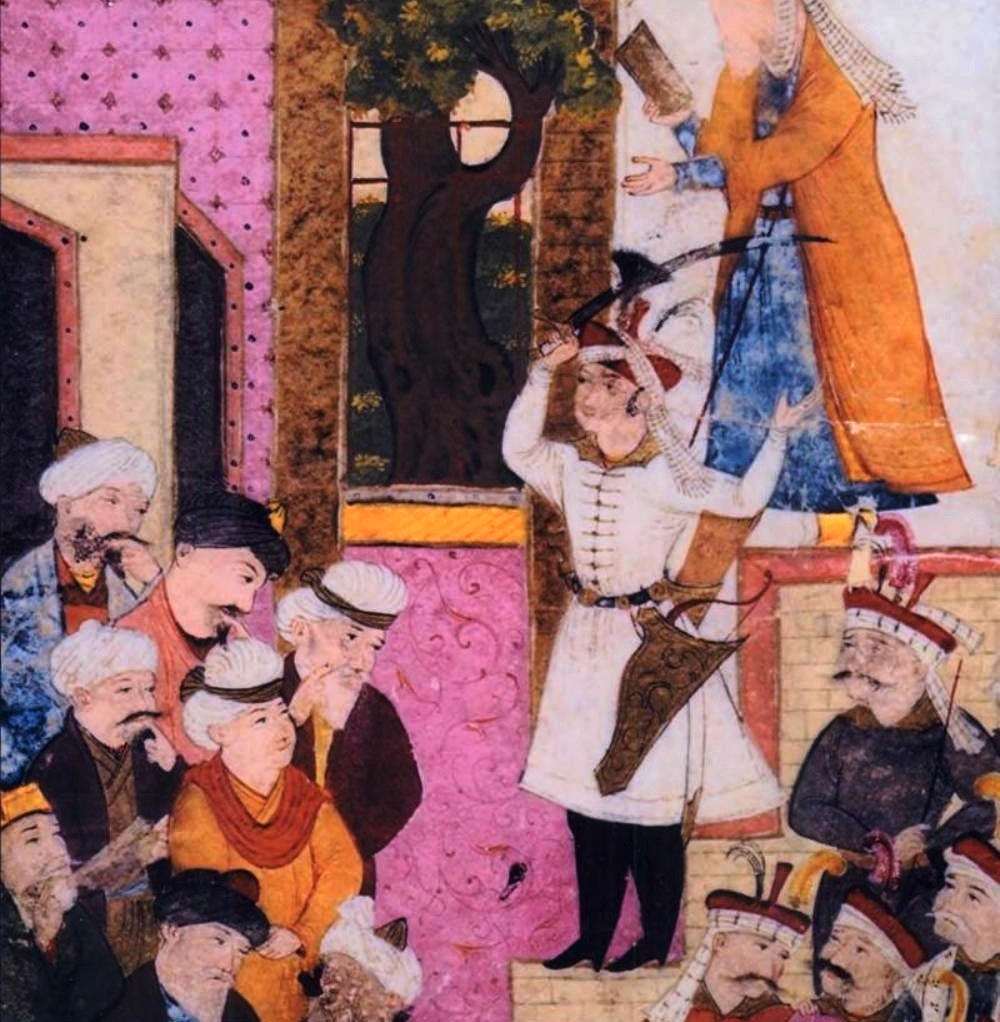
Исмаил Шах объявляет в качестве государственной религии Ирана шиизм.

Большинство иранцев — мусульмане, при этом ислам является государственной религией в стране. 85 % населения — мусульмане-шииты. Наряду с Ираком, Азербайджаном и Бахрейном, Иран является одним из государств, где шииты составляют больше половины населения, однако доктрина страны — «Вилаят Факих» — по мнению большинства шиитов, не имеет никакой связи с шиизмом. Кум является важнейшим религиозным центром шиизма со множеством шиитских семинарий и университетов, а в Мешхеде находится усыпальница Имама Резы.
Мусульмане-сунниты составляют около 9 % населения. Христиане составляют около 4 %.
К прочим 2 % принадлежат бахаи, мандеи, индусы, езиды, зороастрийцы, иудеи. Два последних верования и христианство признаны официально и защищены конституцией страны. Для представителей этих религий оставлены места в Меджлисе, тогда как даже сунниты не имеют подобной привилегии. В то же время бахаи (самое крупное религиозное меньшинство) подвергаются преследованиям. Государственный строй Ирана, основанный на религии, подразумевает усечение некоторых прав и свобод.
По итогам исследования международной благотворительной христианской организации «Open Doors» за 2014 год, Иран занимает 9 место в списке стран, где чаще всего притесняют права христиан.

## Экономика
Преимущества: второе в мире место по добыче нефти среди стран ОПЕК; с 2000 года на мировом рынке росли цены на нефть (вплоть до 2015 года, когда произошло резкое снижение, до 35 Usd). Потенциал для связанных с этим промышленных секторов и для увеличения производства традиционных экспортных товаров — ковров, фисташек и икры.
Слабые стороны: санкции, наложенные на Иран с 1979 года, ограничивают контакты с Ираном и доступ к технологиям. Высокая инфляция (с 2019 по начало 2025 года от 19,8 до 55,5 %).
Иран является крупнейшей экономикой Среднего Востока, уступая в Азии по объёму ВВП только Китаю, Японии, Индии, Турции, Индонезии и Южной Корее.
Иран — индустриальная страна с развитой нефтяной промышленностью. Имеются нефтеперерабатывающие, нефтехимические предприятия. Добыча нефти, угля, газа, медных, железных, марганцевых и свинцово-цинковых руд. Широко представлено машиностроение и металлообработка, а также пищевая и текстильная промышленность. Развито кустарное производство ковров, метизов. Среди важнейших сельскохозяйственных культур: пшеница, ячмень, рис, бобовые, хлопчатник, сахарная свёкла, сахарный тростник, табак, чай, орехи, фисташки. Животноводство основано на разведении овец, коз, верблюдов, крупного рогатого скота. Орошается 7,5 млн га земель.
45 % доходов бюджета поступает от экспорта нефти и газа, 31 % — от налогов и сборов. В 2007 ВВП составил 852 млрд долларов. Рост ВВП составил 5 %, в 2008 прогнозируется рост 7 %. Инфляция составляет 15,8 %.

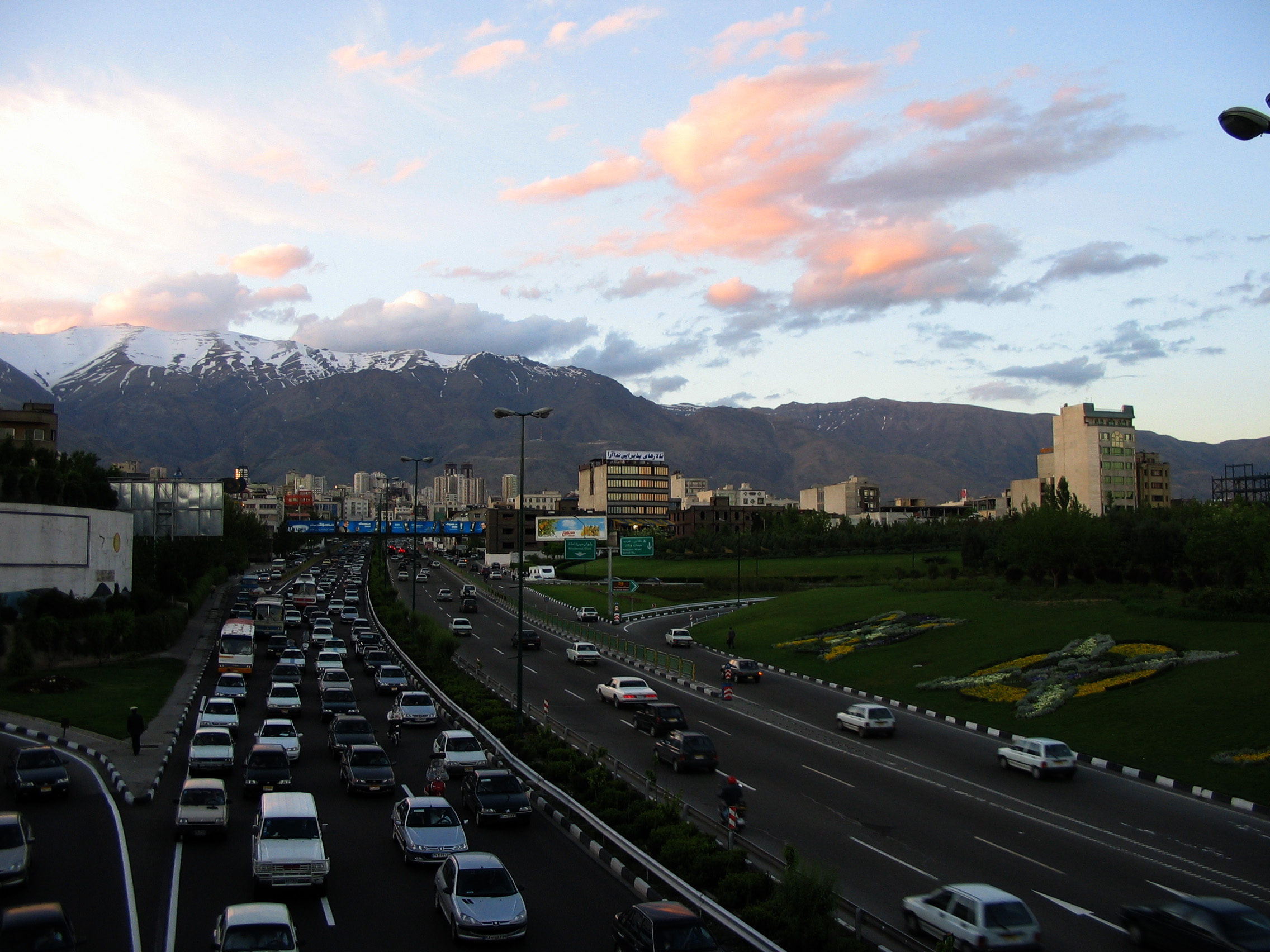
Тегеран

Экспорт в 2017 году 91,99 млрд долл.: нефть (до 60 % от стоимости), химическая и нефтехимическая продукция, фрукты и орехи, ковры, цемент, руды металлов.
Основные покупатели в 2017 году: Китай — 27,5 %, Индия — 15,1 %, Южная Корея — 11,4 %, Турция — 11,1 %, Италия — 5,7 %, Япония — 5,3 %.
Импорт в 2017 году: промышленные товары, машины и оборудование, продукты питания и другие потребительские товары, продукция металлургии, оружие. Общая стоимость оценивается в 132,6 млрд долл.
Основные поставщики в 2017 году: ОАЭ — 29,8 %, Китай — 12,7 %, Турция — 4,4 %, Южная Корея — 4 %, Германия — 4 %.
Иран является ключевым членом Организации экономического сотрудничества, в которую входят страны юго-западной Азии а также центрально-азиатские республики бывшего СССР. Иран активно развивает экономические связи со странами региона и ставит целью формирование зоны свободной торговли по типу ЕС. Развиваются свободные торгово-промышленные зоны в Чабахаре и на острове Киш.
После введения масштабных экономических санкций в отношении главных бюджетообразующих отраслей иранской экономики (нефтегазовая, нефтеперерабатывающая и нефтехимическая, финансовая и банковская сферы) Иран лишился доходов от продажи нефти, торговли золотом и драгоценными металлами, продукцией нефтехимической промышленности.

### Энергетика

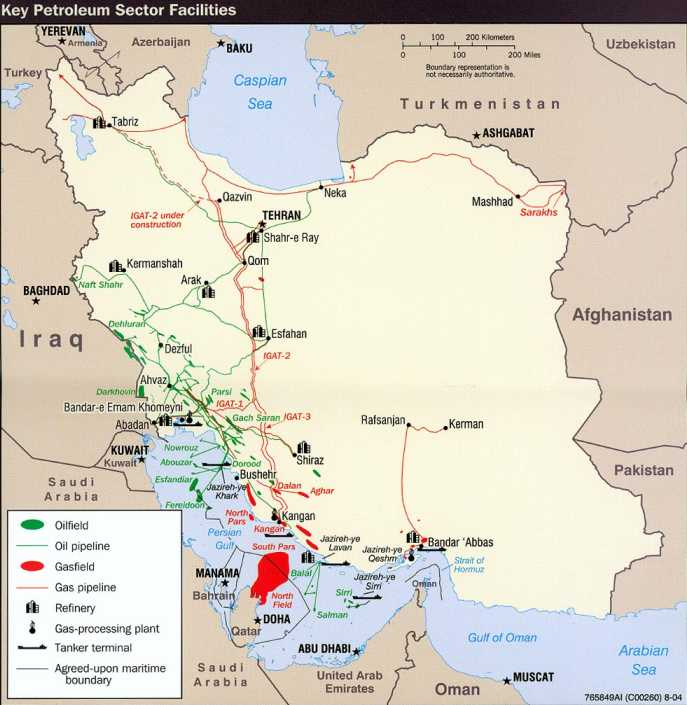

Иран обладает 16 % мировых запасов природного газа. Основные месторождения расположены на шельфе Персидского залива и на северо-востоке страны.
Крупнейший импортёр иранского газа — Турция. В 2017 году объём поставок составил 8,9 млрд кубометров.
| 2011 | 2012 | 2013 | 2014 | 2015 | 2016 | 2017 |
| ---- | ---- | ---- | ---- | ---- | ---- | ---- |
| 9,1  | 8,4  | 9,4  | 9,6  | 8,4  | 8,4  | 12,5 |

Основными потребителями Иранской нефти в 2017 стали Европа (35.5 %) и Азиатско-Тихоокеанский регион (64,5 %).
| 2011  | 2012  | 2013 | 2014 | 2015 | 2016 | 2017  |
| ----- | ----- | ---- | ---- | ---- | ---- | ----- |
| 125,5 | 104,2 | 60,1 | 54,8 | 53,5 | 95,3 | 105,1 |

В 2005 г. в Иране насчитывалось 132 млрд баррелей доказанных запасов нефти (около 10 % от мировых запасов). Иран добывает 4,2 млн баррелей в сутки, из них экспортируется около 2,7 млн баррелей. Иран являлся четвёртым экспортёром нефти в мире (вторым в ОПЕК), а также крупнейшим поставщиком нефти в Китай.
Согласно иранской конституции, запрещается продажа иностранным компаниям акций национальных нефтедобывающих предприятий или предоставление им концессий на добычу нефти. Разработку нефтяных месторождений ведёт государственная Иранская национальная нефтяная компания (ИННК). С конца 1990-х, однако, в нефтяную отрасль пришли иностранные инвесторы (французские Total и Elf Aquitaine, малайзийская Petronas, итальянская Eni, Китайская национальная нефтяная компания, а также белорусский «Белнефтехим»), которые по компенсационным контрактам получают часть добытой нефти, а по истечении срока контракта передают месторождения под контроль ИННК.
Несмотря на свои колоссальные запасы углеводородов Иран испытывает дефицит электроэнергии. Импорт электричества на 500 млн киловатт-часов превышает экспорт. Разработанная в этой связи национальная программа подразумевает достижение к 2010 году уровня в 53 тысячи мегаватт установленных мощностей. Программа предусматривает развитие гидроэлектроэнергетики и ядерной энергетики.
У Ирана есть атомная электростанция, построенная российскими специалистами в Бушире.
В декабре 2024 года в стране разразился крупнейший энергетический кризис. Из-за нехватки газа были отключены 17 электростанций. Начались масштабные отключения электричества по всей стране. По состоянию на конец мая 2025 года кризис продолжался.

### Туризм

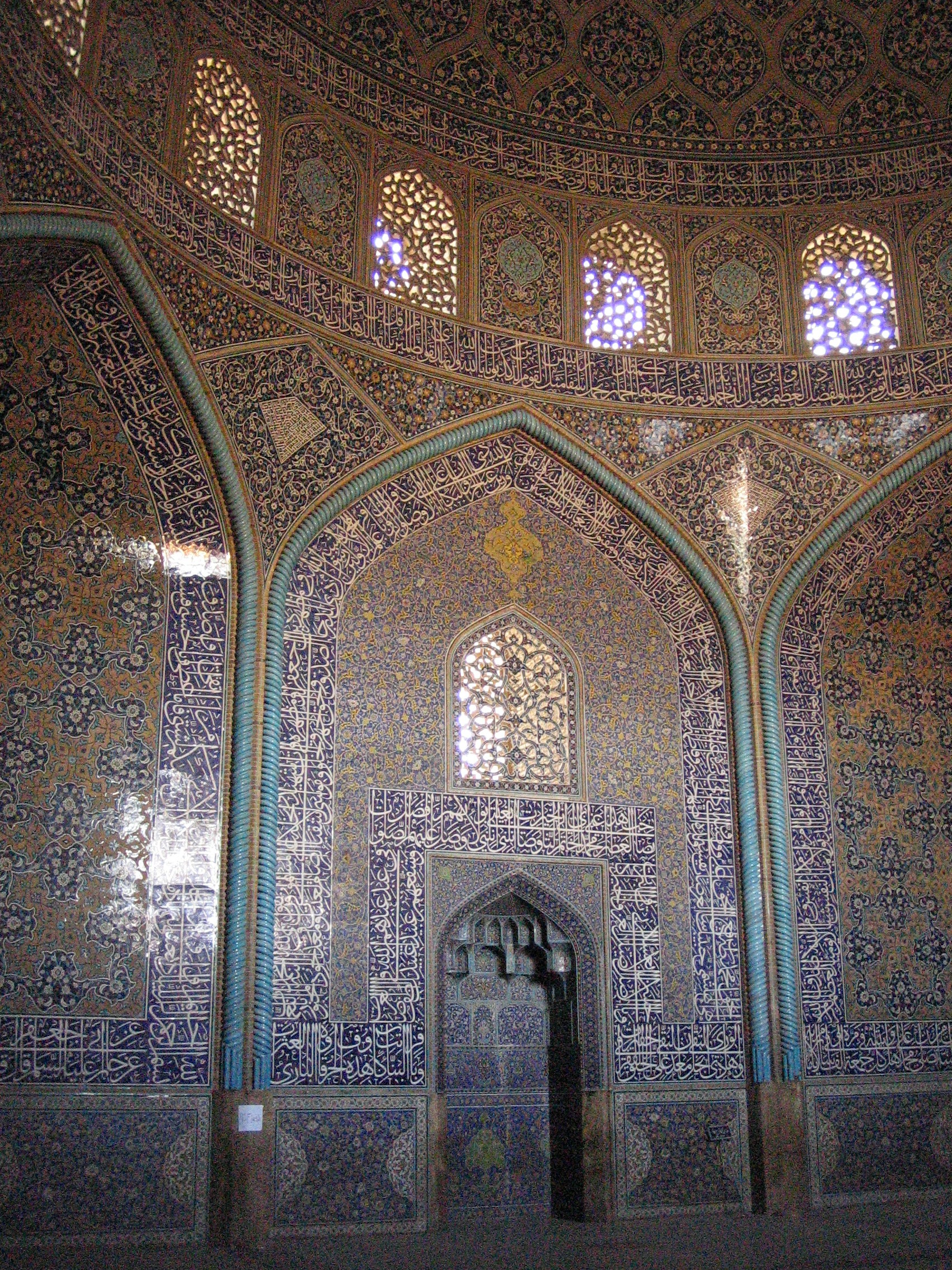
Интерьер мечети Шейха Лютфаллы

Туристическая индустрия Ирана серьёзно пострадала в результате ирано-иракской войны, однако в XXI веке возрождается. В 2003 было выдано 300 тысяч туристических виз, большинство — паломникам из соседних исламских государств, направлявшимся в Мешхед и Кум. В 2004 же Иран посетили уже 1,7 млн иностранных туристов. Если для мусульман, вероятно, основной интерес представляют священные места, то европейцев интересуют главным образом археологические раскопки и древние памятники. В 2004 доходы туриндустрии превысили 2 миллиарда долларов. Развитию туризма сильно препятствует несовершенство инфраструктуры.
По доходам бюджета от туризма Иран располагается на 68 месте. 1,8 % населения заняты в туристическом бизнесе. По прогнозам этот сектор экономики является одним из наиболее перспективных в стране.
Помимо этого Иран считает перспективной такую область туристической отрасли как медицинский туризм. Расчёты ВОЗ показывают, что благодаря высокому качеству медицинских услуг и низким расходам на лечение в сочетании с хорошей медицинской инфраструктурой Иран становится одним из оптимальных вариантов для медицинского туризма. Сегодня многие города Ирана представляют свои услуги медицинским туристам. Один из таких город — Шираз в южной провинции Фарс. Сюда каждый год прибывают на лечение несколько тысяч больных из разных стран. Организация и контроль всех служб, связанных с медицинским туризмом в городе, находится в ведении Университета медицинских наук Шираза.

### Транспорт
В Иране действует правостороннее движение (руль слева).
Иран имеет развитую транспортную инфраструктуру. Общая протяжённость автомобильных дорог составляет 178 тыс. км, из них 2/3 — с твёрдым покрытием. На 1000 человек приходится 30 личных автомобилей. Протяжённость железных дорог — 8400 км (2005). Железнодорожное сообщение имеется с Азербайджаном, Пакистаном, Турцией и Туркменистаном. Ведётся строительство ветки Хорремшехр — Басра (Ирак). Ширина колеи — 1435 мм. Крупнейший порт — Бендер-Аббас на берегу Персидского залива, на берегу Каспийского моря — Энзели. В Иране действует 321 аэропорт, 129 имеют взлётно-посадочные полосы с твёрдым покрытием. В шести крупнейших городах ведётся строительство метро. Протяжённость трубопроводов — 34 тыс. км; из них 17 тыс. — газопроводы, 16 тыс. — нефтепроводы, 1 тысяча — для перегонки сжиженного газа и газоконденсата.

## Культура
Иранская литература
Архитектура Ирана
Изобразительное искусство Ирана
СМИ
Газеты: «Кейхан», «Эттелаат».

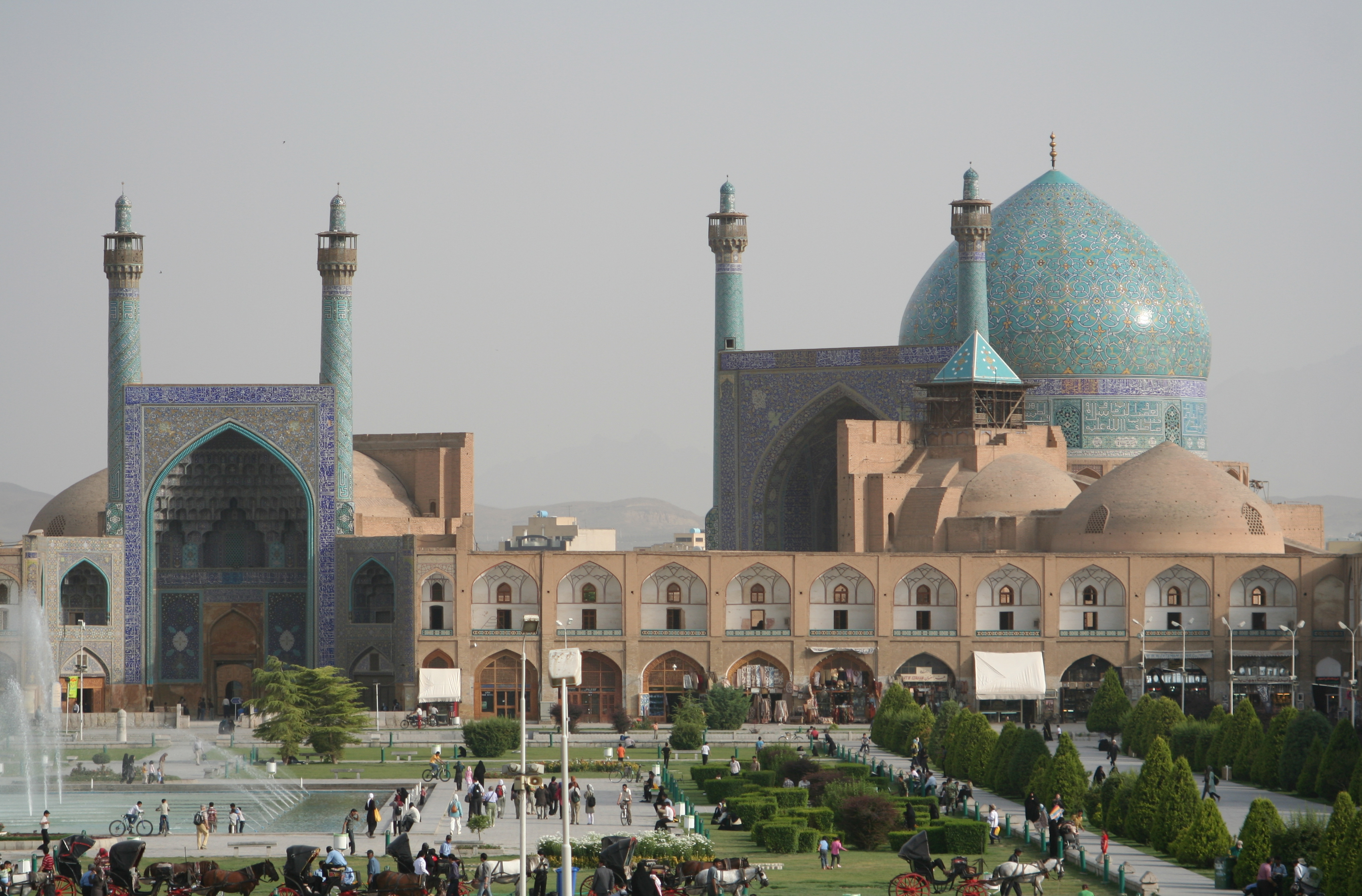
Мечеть Имама, Исфахан

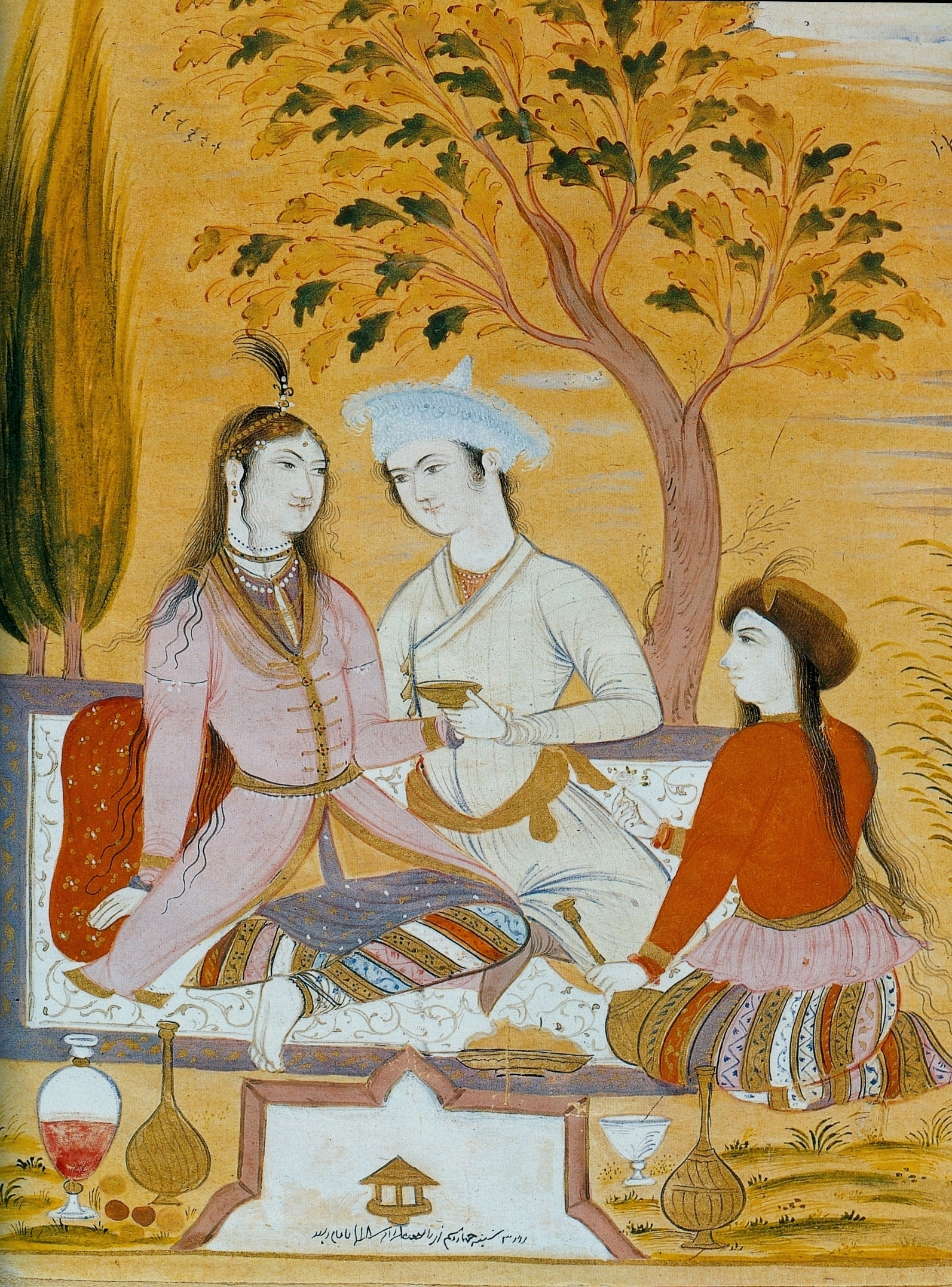
Муин Мусаввир. Влюблённые и служанка. Персидская живопись XVII века

Телерадиовещание: «Press TV», «Голос Исламской Республики Иран»
Информагентства: ИРНА (IRNA), ИСНА (ISNA), FARS

## Вооружённые силы

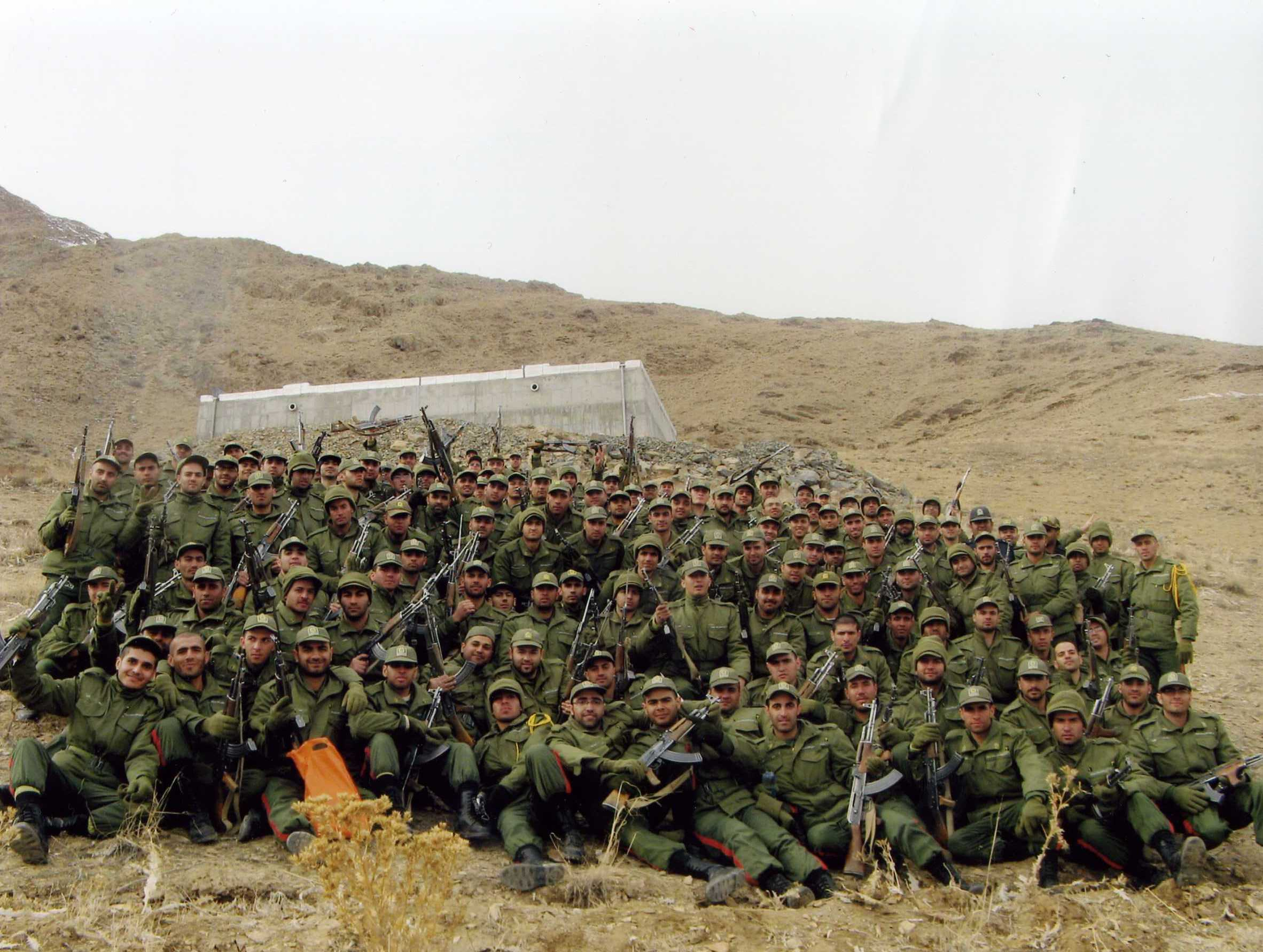
Иранские призывники

Вооружённые силы Ирана состоят из двух основных компонентов: Армии и Корпуса стражей Исламской революции. Оба компонента находятся в непосредственном подчинении Высшего руководителя. Кроме того, существуют Силы охраны правопорядка (внутренние и пограничные войска, полиция). В общей сложности в вооружённых силах служат около полутора миллионов человек. Резерв составляет 350 тысяч. В Иране также действует паравоенная организация в рамках КСИР — Басидж, где проходят постоянную службу 90 тысяч добровольцев и 11 миллионов резервистов, в том числе женщин. Таким образом, общая численность вооружённых сил с учётом резерва в Иране превышает 12 миллионов человек.
Боевые возможности Ирана держатся в строгом секрете. В 2000-е годы налажено производство баллистических ракет, в том числе Шахаб-3, танк Дастан, модернизированный танк Т-72. И если раньше Иран тратил 3,3 % ВВП на военный бюджет, что было намного меньше по сравнению с другими странами Ближнего Востока, особенно Израилем, то в XXI веке затраты на вооружения в Иране сильно выросли, кроме этого, Иран имеет спутник в космосе.

### Корпус стражей исламской революции
Корпус стражей исламской революции — специфическое военно-политическое формирование, действующее как в самом Иране, так и за его пределами. Официально предназначен для защиты исламской революции Ирана и её завоеваний. Располагает собственными военно-воздушными и военно-морскими силами.
Власти США, Израиля, Саудовской Аравии, Бахрейна, Канады, Швеции и Литвы признают КСИР террористической организацией.

### Ядерная программа
Первая иранская атомная электростанция построена в Бушере при содействии России. При этом в адрес Ирана неоднократно высказывались подозрения в разработке ядерного оружия под прикрытием мирной программы. Власти Ирана отрицали это намерение, но востоковед Владимир Месамед утверждал, что российские власти ещё при подписании контракта на строительство АЭС в 1995 году знали, что это лишь прикрытие для разработки ядерного оружия.
Министр обороны Ирана адмирал Али Шамхани в конце мая 2002 года заявил, что «Иран в состоянии самостоятельно оснастить производимые в стране ракеты атомными, химическими и бактериологическими боеголовками». В декабре 2003 года после переговоров с Великобританией, Германией и Францией Иран подписал Дополнительный протокол к Договору о нераспространении ядерного оружия. Это дало право МАГАТЭ инспектировать любой иранский ядерный объект. В 2006 году к протоколу присоединились Китай, Россия и США. Доклады МАГАТЭ фиксировали отсутствие военных компонентов, однако Иран занимался обогащением урана, что указывало на намерение военного использования ядерных технологий, а часть своих разработок Иран утаивал от инспекторов МАГАТЭ. В результате против Ирана были введены международные санкции.
14 июля 2015 года Иран и группа из шести стран (пять постоянных членов Совета безопасности ООН — США, Франция, Великобритания, Китай, РФ + Германия) подписали Совместный всеобъемлющий план действий (СВДП). Договор снял с Ирана введённые ранее экономические и финансовые санкции со стороны СБ ООН, США и Евросоюза в обмен на ограничение Тегераном своей ядерной деятельности. Документ вступил в силу 16 января 2016 года. 8 мая 2018 года президент США Дональд Трамп объявил о выходе США из Совместного всеобъемлющего плана действий. После одностороннего выхода из СВДП Трамп заявил о поэтапном возобновлении санкций. Президент США потребовал, чтобы компании из третьих стран, ведущие бизнес с Ираном, в течение 60 дней завершили все свои дела с иранскими партнёрами. Этот срок истёк 6 августа 2018.
По состоянию на 2025 год МАГАТЭ насчитало в Иране 27 ядерных объектов, из них 7 — незадекларированные. 12 июня МАГАТЭ приняло резолюцию о том, что Иран не выполняет свои обязательства в рамках режима нераспространения ядерного оружия. По оценке МАГАТЭ, Иран располагает более чем 140 кг урана, обогащённого до чистоты 60 % (опасно близкой к оружейному уровню) и более 5,000 кг, обогащённого до более низких уровней.

### Военно-техническое сотрудничество с Китаем
Сотрудничество с Пекином у Тегерана в военной сфере даже, пожалуй, более тесное, чем с Москвой: в 1987—2002 годах КНР поставила в ИРИ вооружений и военной техники на сумму в 4,4 млрд долларов. КНР поставила истребители, противокорабельные ракеты, военно-транспортные самолёты, артиллерийские орудия, средние танки, а также ряд технологий.

## Космические достижения
Запустив 2 февраля 2009 года спутник «Омид» («Надежда») с помощью собственной ракеты-носителя Сафир-2 с космодрома Семнан, Иран со второй попытки стал десятой по счёту космической державой.
В начале февраля 2010 года иранские СМИ передали, что Иран на ракете-носителе собственного производства «Кавошгар-3» отправил в космос капсулу с живыми организмами.
Также Иран 3 февраля 2012 года успешно вывел на орбиту новый спутник «Навид» («Новинка»). Одной из его задач является фотосъёмка поверхности Земли.
Первый запуск космического аппарата с обезьяной на борту Иран произвёл в январе 2013 года. Аппарат «Пионер» с обезьяной на борту был запущен на орбиту высотой 120 км. По информации иранского телевидения, аппарат вернулся на Землю без повреждений. Доставила «капсулу жизни» в космос ракета-носитель иранского производства «Кавошгар-5».
Ранее глава иранского космического ведомства Хамид Фазели объяснял, что запуск обезьяны в космос — подготовительная часть проекта, предусматривающего полёт в космос человека. Пилотируемый космический полёт Иран планирует осуществить в ближайшие 5-8 лет. В феврале 2010 года ракета-носитель «Кавошгар-3» доставила в космос мышей, черепах и червей для научных исследований. Следующий запуск состоялся в 2011 году.
У Ирана имеется собственное космическое агентство.